# Lumbricina
« Ver de terre » redirige ici. Pour l’article homophone, voir Ver de terre (album).
Sous-ordre
Classification phylogénétique
- Bilatériens
  - Protostomiens
    - Lophotrochozoaires
      - Eutrochozoaires
        - Annélides
          - Oligochètes

Le sous-ordre des Lumbricina regroupe l'ensemble des vers de terre, ou lombriciens, soit treize familles et plus de 7 000 espèces décrites. De très nombreuses espèces de l'ordre des Haplotaxida restent à découvrir, surtout dans les régions tropicales. La quasi-totalité des espèces européennes appartiennent à la famille des Lumbricidae.
Selon Daniel Cluzeau, directeur de recherche à l'université de Rennes, expert en faune lombricienne, on connaît en France métropolitaine plus d'une centaine d’espèces de vers de terre ; et dans un même sol, de quatre à quinze espèces cohabitent (selon le type de sol, la saison, son histoire, le contexte pédoclimatique…). En Europe, derrière les bactéries et champignons (4 t/ha), ils constituent la biomasse animale la plus importante (près de 2 t/ha) ; l’équivalent en poids de six ou sept vaches.

## Géodrilologie
La géodrilologie (du grec ancien γῆ / gê, « terre », δρῖλος / drīlos, « ver de terre », et λόγος / lógos, « étude, discours ») est la branche de la zoologie dont l'objet est l'étude des vers de terre. 
Les spécialistes de cette discipline sont appelés géodrilologues.
La « drilosphère » est la zone habitée par les vers de terre ou la zone où ils ont des impacts directs.

## Généralités

### Rôles majeurs
« Il est permis de douter qu'il y ait beaucoup d'autres animaux qui aient joué dans l'histoire du globe un rôle aussi important que ces créatures d'une organisation si inférieure.
Charles Darwin (1809-1882) Rôle des vers de terre dans la formation de la terre végétale »

Les vers de terre font partie des détritivores qui interviennent dans le cycle biogéochimique de la matière organique en tant qu'agents de l'humification et de la minéralisation du carbone et de l'azote.

Espèces ingénieurs, leur diversité spécifique et génétique, leur activité d'exploitation des ressources et leur écologie en font des acteurs majeurs dans la régularisation des cycles des nutriments, la structuration et l'entretien des propriétés physiques des sols, le cycle de l'eau (dont pour leur capacité à infiltrer, et épurer l'eau, et dans la qualité du fonctionnement des agroécosystèmes,,. Par exemple, des chercheurs irlandais et néerlandais ont montré que des pluies intenses réduisent la biomasse des pousses de ray-grass (de 16 à 21 % en moyenne), uniquement en l’absence de vers de terre. En présence de vers anéciques, l'engorgement du sol après des pluies intenses diminue plus vite, grâce aux macropores verticaux et à une amélioration du cycle des nutriments qu'ils entretiennent dans le sol ; et les vers de terre produisent plus de galeries en cas de pluies intenses. Ainsi, ces vers « peuvent compenser les effets négatifs des pluies intenses sur la croissance des plantes au-dessus du sol ».
Les vers de terre sont des animaux fouisseurs qui contribuent au mélange permanent des couches du sol par leurs actions de macro-bioturbation,. Ils fournissent de nombreux services écosystémiques.
Le volume du sol influencé par ces animaux est un compartiment fonctionnel de l'écosystème appelé drilosphère (en).
Il existe dans le monde quelques espèces semi-aquatiques (qui respirent périodiquement de l'air en surface au moyen d'un siphon) ou subaquatiques (une seule en Europe : Criodrilus lacuum).

## Densité et biomasse

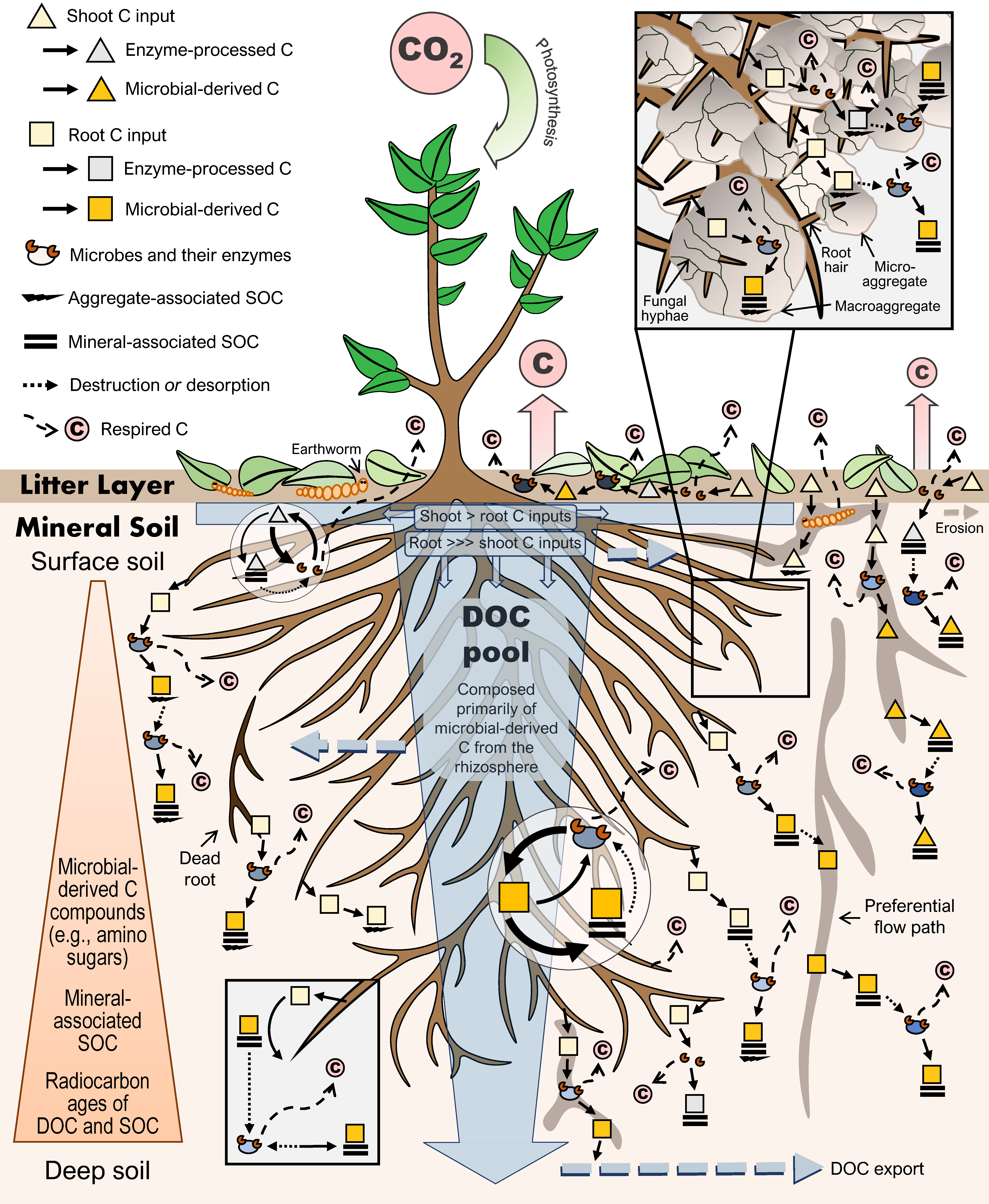
Les lombrics jouent un rôle important dans le cycle du carbone organique des sols qui stockent plus de 1500 milliards de tonnes de carbone par an. Leur bioturbation favorise la pénétration de l'air et de l'eau et leur rôle de décomposeur contribue à la formation des nutriments nécessaires aux plantes environnantes et au microbiote tellurique. Constituant 60 à 80 % de la biomasse animale des sols, ils émettent des gaz à effet de serre via leur système digestif. Ingérant sans cesse de la terre et des résidus végétaux riches en microbes, ce sont en fait les micro-organismes de leur microbiote intestinal qui décomposent les débris végétaux et produisent ces gaz. Plusieurs études évaluent le compromis entre l'effet bénéfique des lombrics sur la séquestration du carbone et leur effet négatif sur l'effet de serre,.

Les vers de terre sont omniprésents dans les sols tropicaux ou tempérés (sauf quand ils sont très acides). Au sein de la diversité d'organismes peuplant le sol, ils sont le groupe animal dont la biomasse est la plus importante (60 à 80 % de la biomasse animale des sols) : leur densité va généralement de 50 à 400 individus par mètre carré (excédant parfois les 1 000 /m2), soit une biomasse vivante entre 30 et 100 g/m2. Leur biomasse est de 1 à 3 tonnes par hectare dans les prairies tempérées. Au total sur Terre, ils représentent un poids vingt fois supérieur à celui des Hommes. Leur diversité taxonomique est très importante (3 627 espèces lombriciennes recensées en 1994 ; 700 genres et 7 000 espèces documentées en 2015).
Leur présence varie selon les milieux. Ainsi on peut trouver 10 individus/m2 dans une forêt d’épicéas tempérée, 30 individus/m2 dans une prairie maigre, 250 individus/m2 dans une forêt de feuillus ou un champ et jusqu'à 500 individus/m2 dans un pâturage. L’épandage de fumier solide de bovin, dans une proportion de 50 t/ha par année, augmente le nombre de Lumbricus terrestris (anéciques) de près de 250 %, leur nombre dépassant 1 000 individus/m2, ce qui représente 5 t de vers de terre à l'hectare.
Des recensements montrent généralement que cette abondance est beaucoup plus réduite au sein des parcelles agricoles labourées et monoculturales ou en présence de pesticides. En effet, certains champs sont passés de 2 tonnes de vers de terre à l'hectare en 1950, à 200 kg ou moins au début du XXIe siècle.
Selon les sols, le climat et les espèces de lombrics, on estime entre 40 et 600 t de turricules qui sont excrétés par an et par hectare, autrement dit toute la terre d'un jardin ou d'un champ passe dans le tube digestif des lombrics en une cinquantaine d'années. Dans les zones tempérées, les vers de terre déposent en moyenne 300 tonnes de fèces par hectare (soit 30 kg/m2, formant une couche de 5 à 6 cm d'épaisseur), ce labour lombricien représentant 10 % du travail du sol effectué par un labourage qui en moyenne retourne 3 000 t de terre arable par hectare, mais le labour humain avec la charrue est plus grossier et soulève la terre sur 20 à 30 cm en s'appuyant sur le sol sous-jacent, exerçant un tassement mécanique. Leur biomasse est telle que dans un champ cultivé, les chercheurs estiment que tout le sol sur l'épaisseur d'un soc de charrue est passé au moins une fois dans leur tube digestif en moins de 5 ans.
Il existe des espèces aquatiques, par exemple en France Criodrilus lacuum (ou Criodile selon le Larousse de 1890 qui le définit comme un « lombric aquatique dont la tête est soudée à l'anneau buccal »).

## Classifications

### Classification biologique

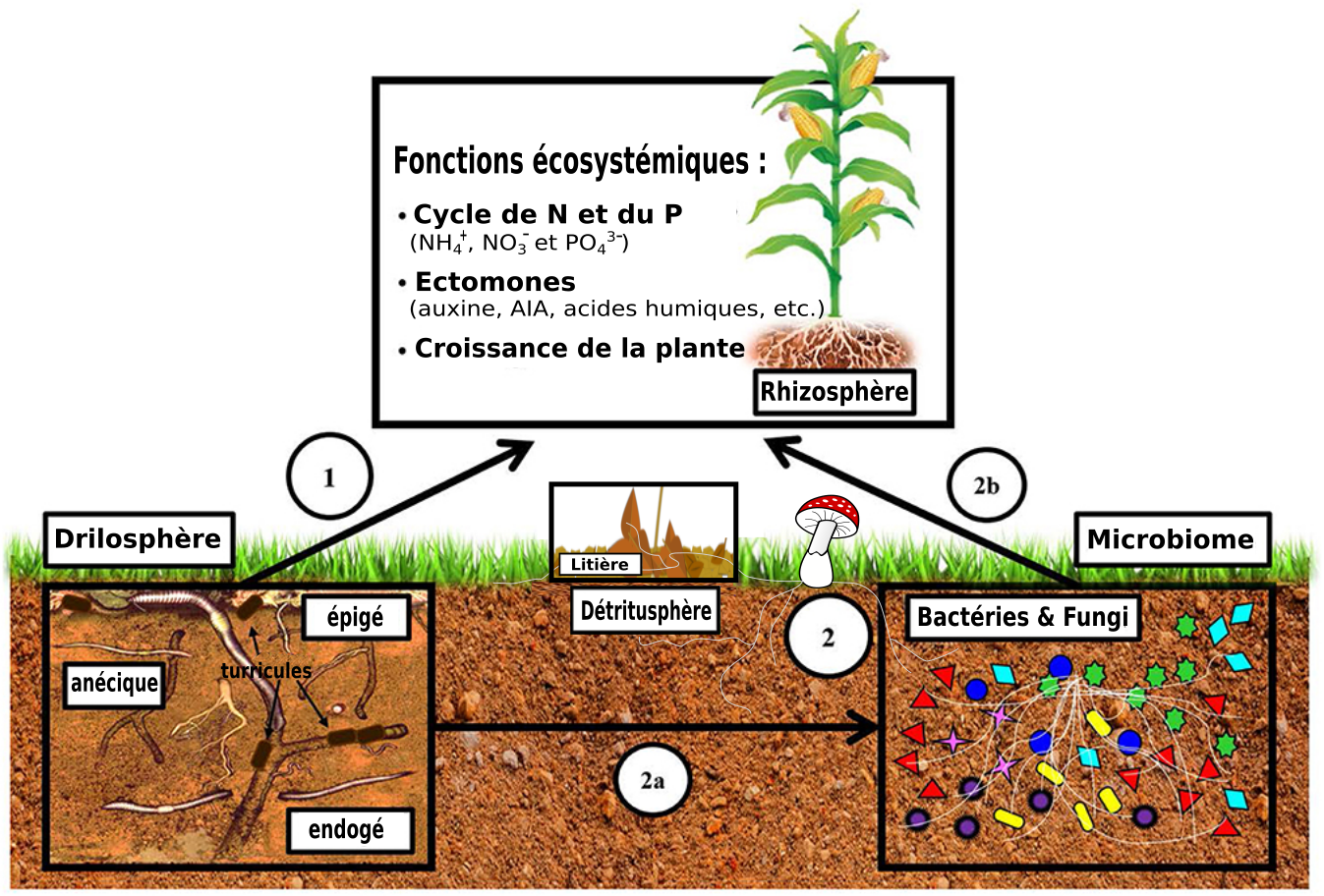
Effets directs (1) et indirects (2) de la drilosphère sur les sols et leurs fonctions écosystémiques.

Les vers de terre appartiennent au groupe cœlomate, tripoblastique protostomien, à la sous-classe des Oligochètes (littéralement : qui ont peu de poils), à l'ordre des Haplotaxida et au sous-ordre des Lumbricina.
Les caractéristiques de morphologie sont utilisées par les systématiciens pour classer les vers de terre. Ils sont classés selon divers caractéristiques telles la position segmentale du clitellum sur le corps, la longueur du corps, sa forme (cylindrique ou aplatie), le nombre de segments corporels, le type et la position des soies, la description du prostomium (en), le Peristomium (en), la position externe ainsi que la morphologie des orifices génitaux, le type de renflements glandulaires sur le clitellum.

### Classification fonctionnelle
Une classification adaptée de cette catégorisation écologique conduit à distinguer quatre groupes fonctionnels que sont les épigés, les épi-anéciques, les anéciques stricts et les endogés. Des sous-écotypes permettent de préciser leurs spécificités écologiques encore plus précisément.

### Classification écologique

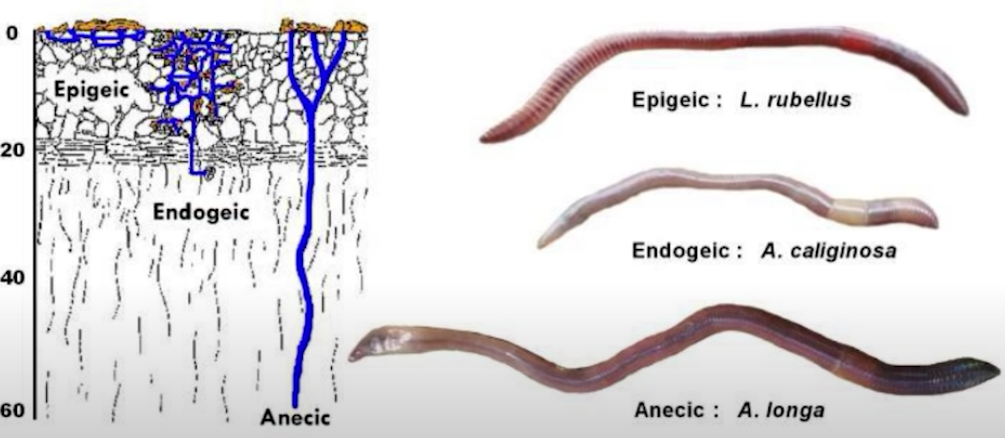
Les trois principales catégories écologiques de vers de terre. La semelle de labour (située à plus de 20 cm de profondeur) peut être percée et « reperméabilisée » par les anéciques, permettant aux racines de s'étendre au-delà de cette couche compacte, et d'accéder à des réserves hydriques plus profondes.

Les vers de terre peuvent être regroupés en trois catégories écologiques principales, des écotypes, classés selon leur morphologie, leur écologie et leur position verticale dans ou au-dessus du sol, faisant appel alors à des sous-catégories écologiques.
La classification écologique est définie selon leurs traits de vie, que l'on classe en trois groupes écologiques principaux ; les vers épigés, les vers anéciques et les vers endogés. Cette catégorisation écologique est établie depuis 1971 par Marcel Bouché, directeur du laboratoire de zoo-écologie des sols de l'INRA, qui distingue le mode de vie anécique — 80 % des lombrics en Europe tempérée —, épigée — 19 % — ou endogé — 1 % — mais qui note aussi l'existence d'intermédiaires et de spécialisations à l'intérieur de chacune de ces catégories écologiques. Selon Marcel Bouché, l'appellation Pôle adaptatifs est préférable à une classification écologique qu'il juge trop catégorique.
En France, Marcel Bouché établit un écotype principal particulier, le quatrième, les vers hydrophiles qui colonisent les drains et les cours d'eau.
Au Royaume-Uni, la Earthworm Society of Britain (en) classifie les vers de terre selon quatre écotypes où les vers du fumier sont considérés comme un écotype à part entière.

#### Vers de terre anéciques
Les vers de terre anéciques, en général de grande taille, font des terriers verticaux permanents dans le sol, entre un et deux mètres de profondeur, dans lesquels ils se déplacent pour se nourrir la nuit de feuilles tombées à la surface du sol qu'ils traînent dans leurs terriers. Ils défèquent au passage à la surface en déposant leurs turricules (petites tours) représentatifs de leur présence, et peuvent assez souvent être vus dans les prairies. Ces turricules organo-minérales ont cette particularité de coller sous les semelles des chaussures.
Les sous-écotypes anéciques, épianéciques et paranéciques, les identifient selon qu'ils possèdent ou non un postgésier, avec ou sans diapause, paradiapause ou quiescence.

#### Vers de terre endogés
Les vers de terre endogés vivent et se nourrissent du sol. Ils creusent des galeries horizontales dans le sol qu'ils consomment pour se déplacer. Ils défèquent dans ces mêmes galeries qu'ils rebouchent partiellement. Les vers de terre endogés sont souvent sans pigments cutanés et de couleurs pâles, gris, rose pâle, vert ou bleu. Certains peuvent s'enfouir très profondément dans le sol .
Leurs sous-écotypes sont nombreux. Les endogés géophages tubulaires mangent du sol relativement pauvre en matière organique. Les endogés carnivores peuvent ingérer d'autres espèces différentes de lombriciens. Les endogés difformes sont des vers en forme de sac aux parois molles et déformables. Les endogés rhizophages quant à eux consomment des petites racines mortes. Les hypoendogés vivent en sol profond. Les épiendogés vivent près de la surface.

#### Vers de terre épigés
Les vers de terre épigés vivent principalement à la surface du sol dans la litière de feuilles. Ils sont aussi souvent rouge vif ou brun rougeâtre, mais ne sont pas striés.
Les sous-écotypes sont nombreux aux espaces écologiques bien différents. Les épigés staminicoles vivent dans et se nourrissent de litière. Les épigés coprophages vivent dans et se nourrissent d'excréments animaux, dans les bouses de vaches mais aussi d'animaux domestiques voire d'humain. Les épigés corticoles vivent sous les écorces et se nourrissent d'aubier ou de bois mort. Les épigés phélophiles vivent dans les galeries de vers anéciques et profitent de se nourrir de leur mucus déposé par leur passage. Les épigés anguiloïdes ayant un corps rigide adoptent une fuite saltatoire qui consiste en une démarche où tous les membres se meuvent ensemble pour sauter tel une puce.

### Autres écotypes remarquables

#### Vers de terre hydrophiles
Cet écotype rassemble deux sous-écotype particuliers d'adaptation aux milieux très humides, parfois boueux voire subaquatiques et concerne les trois catégories écologiques principales que sont les anéciques, les endogés et les épigés. Bien que cet écotype concerne l'ensemble des vers de terre, chaque catégorie conserve sa position écologique. Cette sous-catégorie est à distinguer des dulçaquicoles vivant exclusivement en eau douce.
Les hydrophiles hygrophiles sont issus de lignées terricoles ayant développés des facultés secondaires subaquatiques. Leur corps tétraédrique possède des soies aux angles qui lui permettent de se délacer dans les milieux humides glissants.
Les hydrophiles rhéophiles vivent agglutinés en pelote filtrant le courant des drains naturels et artificiels.

#### Vers de terre de compost (ou du fumier)
Comme leur nom l'indique, ceux-ci se trouvent le plus souvent dans le compost ou dans des zones très riches en végétation en décomposition. Ils préfèrent les environnements chauds et humides avec un approvisionnement prêt de matériau de compost frais. Ils peuvent consommer très rapidement ce matériel et se reproduire également très rapidement. Les vers de terre de compost ont tendance à être de couleur rouge vif et à rayures d'où leur appellation vernaculaire vers tigrés ou tiger worm (en).
Les vers du fumier ou de compost sont principalement utilisés pour aider à éliminer les déchets organiques, fournir un aliment protéiné aux animaux d'élevage fermier avicole ou piscicole ; ils peuvent également éliminer les contaminants du sol.
Les espèces de vers de terre de compost comprennent Eisenia fetida, Eisenia andrei et Dendrobaena veneta.

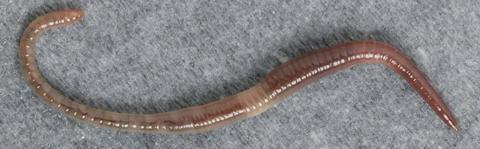
Dendrobaena octaedra est un ver de terre des forêts. C'est une espèce épigée et straminicole (littéralement qui vit dans la litière)[36].
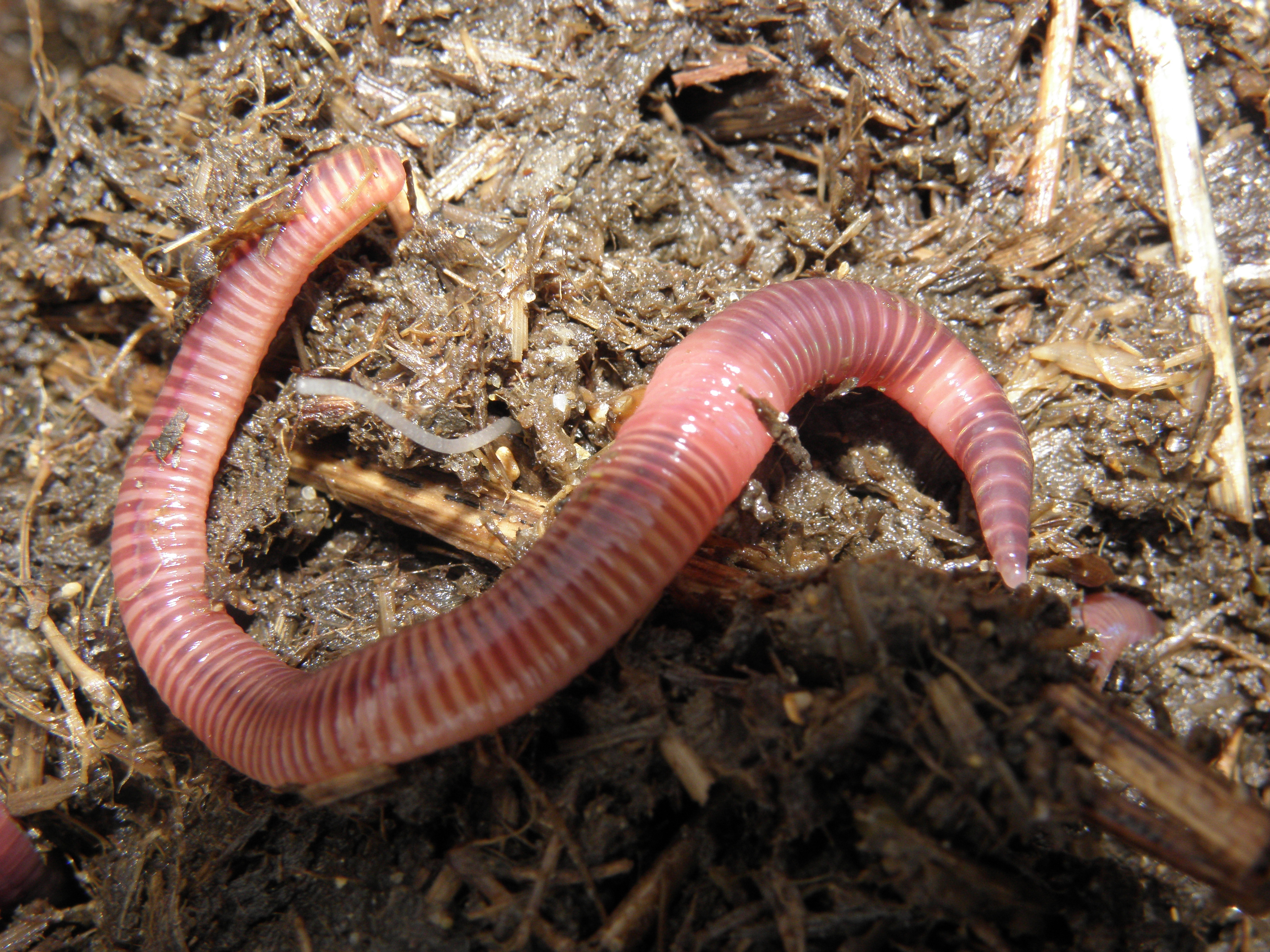
Le ver du fumier est une espèce épigée corticole (son habitat naturel étant sous les écorces) mais aussi thermophile dans la mesure où elle s'installe dans les tas de fumier.
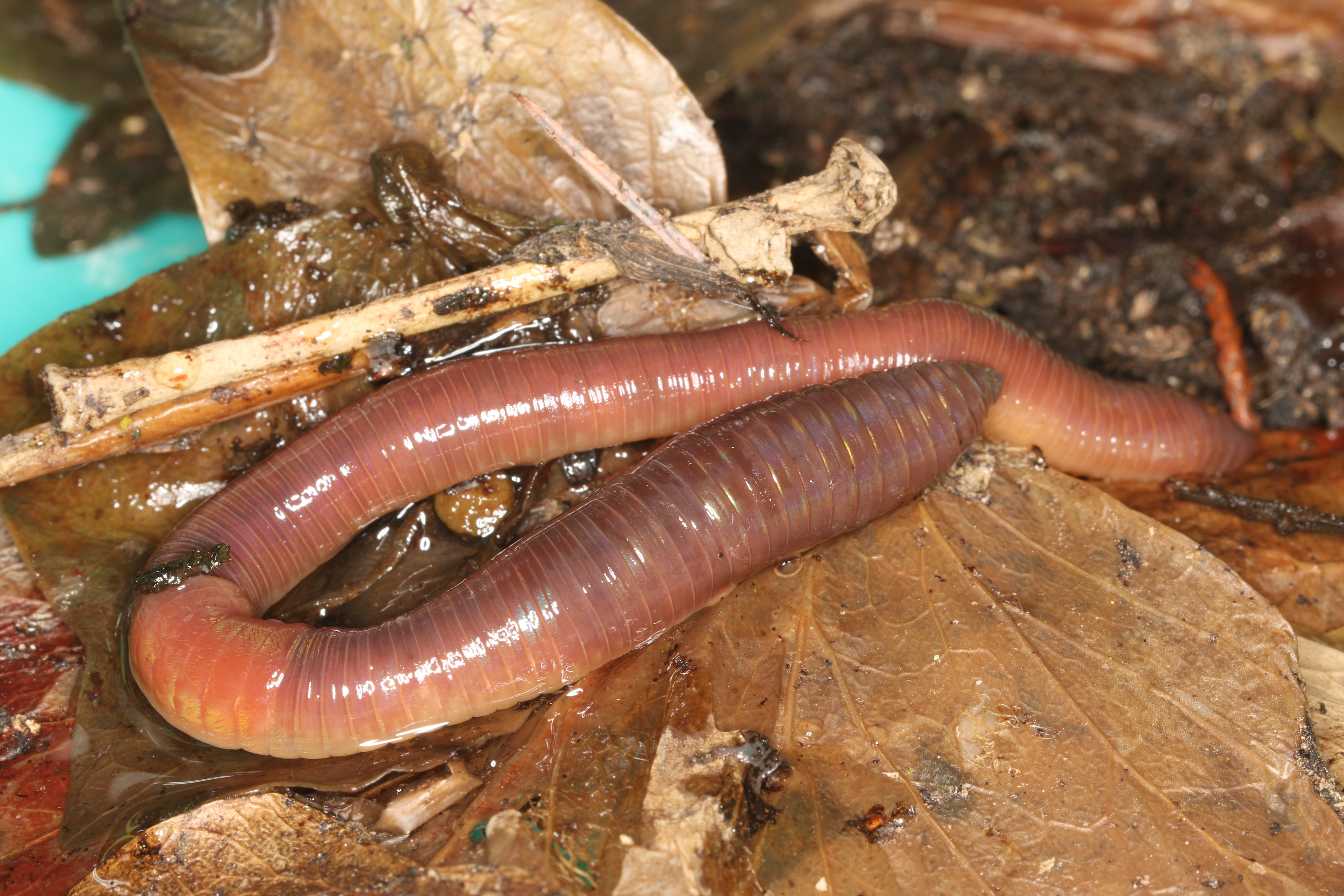
Le lombric commun (Lumbricus terrestris) un épi-anécique : au stade juvénile, il est épigé, avant de devenir anécique au stade adulte.
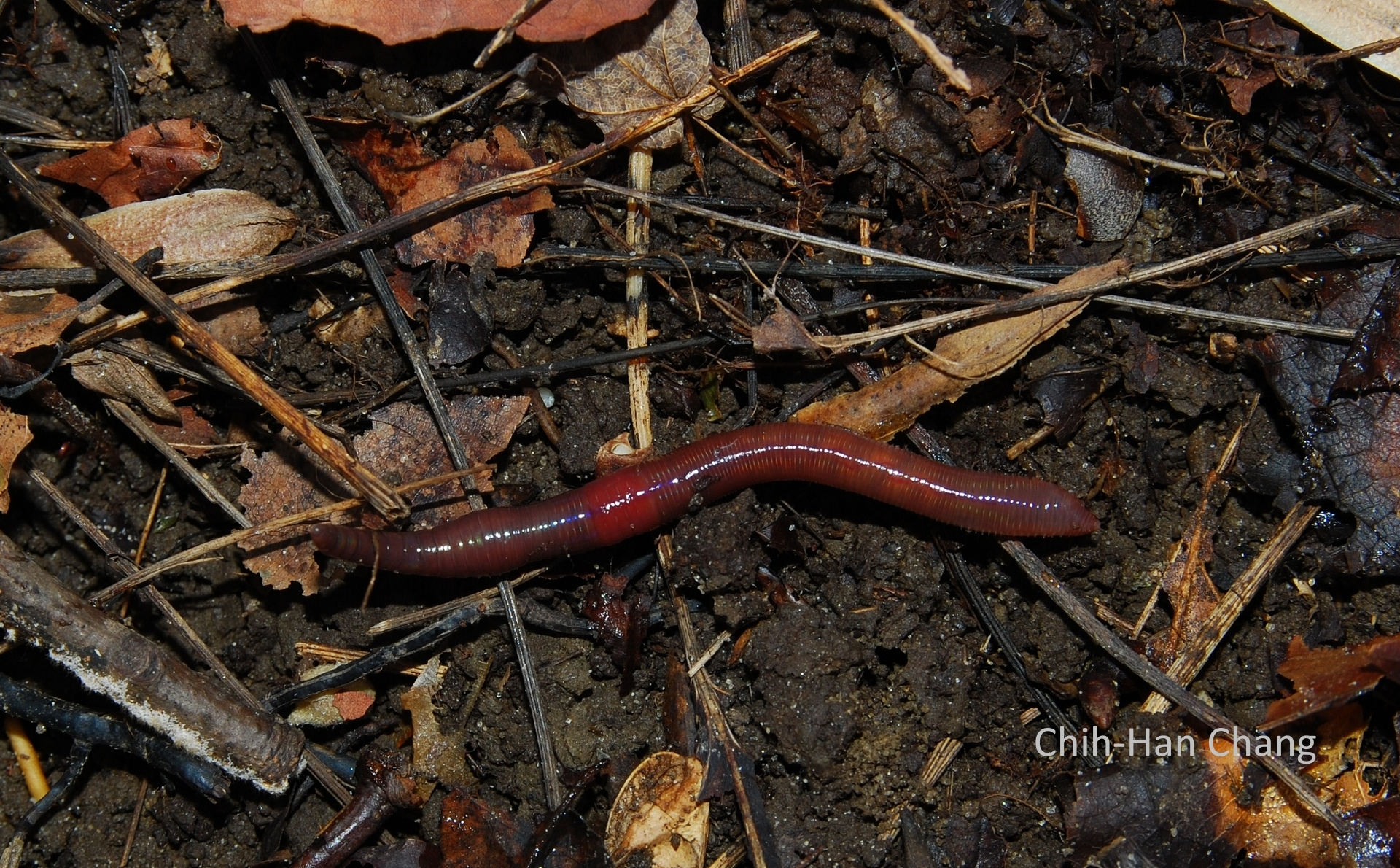
Le lombric des marais (Lumbricus rubellus) est classé par certains comme un épi-endogé, par d'autres comme un anécique.

## Biologie

### Anatomie et description

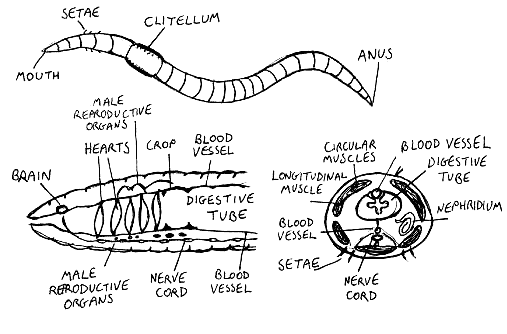
Anatomie d'un ver de terre.

Anatomie de la partie avant du ver, montrant notamment le système digestif bien développé, avec un jabot (crop) pour entreposer la nourriture et un gésier (gizzard) destiné à la broyer.

La cavité cœlomique est métamérisée. Ces cavités sont homonomes, donc régulières avec répétition des néphridies et des ganglions, elles sont cloisonnées au niveau de chaque métamère par un dissépiment et remplies d’un liquide cœlomique qui peut s’écouler à l’extérieur par un pore dorsal médian. Le corps est ainsi constitué d'une centaine (parfois plus de 200) anneaux successifs nommés segments. Ceux-ci sont entourés d'une musculature longitudinale et d'une musculature circulaire.
Chaque segment est généralement garni de quatre paires de courtes soies sur la face ventrale (vers tempérés) ou d'une rangée de soies tout autour (nombreuses espèces tropicales), implantées à même le tégument. Ces soies ou setae ont des tailles et formes variées selon le mode de vie et de locomotion. 
Les deux premiers segments et le dernier n'ont pas de soies et ont un rôle particulier : pointe pour le premier, bouche pour le deuxième et anus pour le dernier. Le premier segment est appelé prostomium (en) (tête réduite par évolution régressive), le second peristomium (en), et le dernier pygidium. Il est plus effilé au niveau de la tête et légèrement aplati à son extrémité postérieure.
Certains vers de terre d'Amérique centrale et du Sud peuvent atteindre les 3 mètres.
Le ver de terre possède une chaîne nerveuse ventrale (hyponeurien), et un système circulatoire fermé.
Le tube digestif est assez élaboré et comprend une bouche, un pharynx qui peut servir de ventouse pour tirer les aliments dans les galeries et de broyeur pour les triturer. Les aliments passent ensuite dans le jabot, reçoivent un apport de carbonate de calcium des glandes de Morren (ces excrétions glandulaires favorisent l'alcalinisation des éléments ingérés, souvent initialement acides, afin que s'opère une digestion efficace à un pH neutre, et participent, via l'excrétion de calcium dans les défécations — appelées lombrimix —, à la formation du complexe argilo-humique) passent dans le gésier qui continue le broyage et atteignent enfin l'intestin. C'est là qu'est produit le complexe argilo-humique. La forte activité microbienne de son tube digestif permet au lombric de consommer 20 à 30 fois son volume de terre quotidiennement.
La couleur du corps est le plus souvent du rose au marron, parfois irisé avec des reflets violets.
Quelques espèces sont très colorées (orange ou turquoise, notamment chez certains Trigaster d'Amérique centrale).
Le ver de terre se déplace dans un mouvement péristaltique, par contractions asynchrones des muscles longitudinaux et circulaires des segments qui prennent appui sur les cavités cœlomiques. Ces déformations des segments de l'hydrosquelette permettent la mobilité de l'animal.
Selon une croyance populaire, un ver de terre coupé en trois donnerait naissance à trois vers de terre. En réalité, coupé en deux, une seule partie peut éventuellement survivre selon la position de la coupure par rapport aux organes vitaux qui sont la tête et les organes sexuels. Dans ce cas, la partie antérieure peut reconstituer en partie des anneaux postérieurs manquants : ce phénomène d'autotomie suivi de régénération, limité chez le ver de terre, est en effet souvent confondu avec celui de vers marins au pouvoir de régénération plus important (planaires, Nereis).

### Reproduction

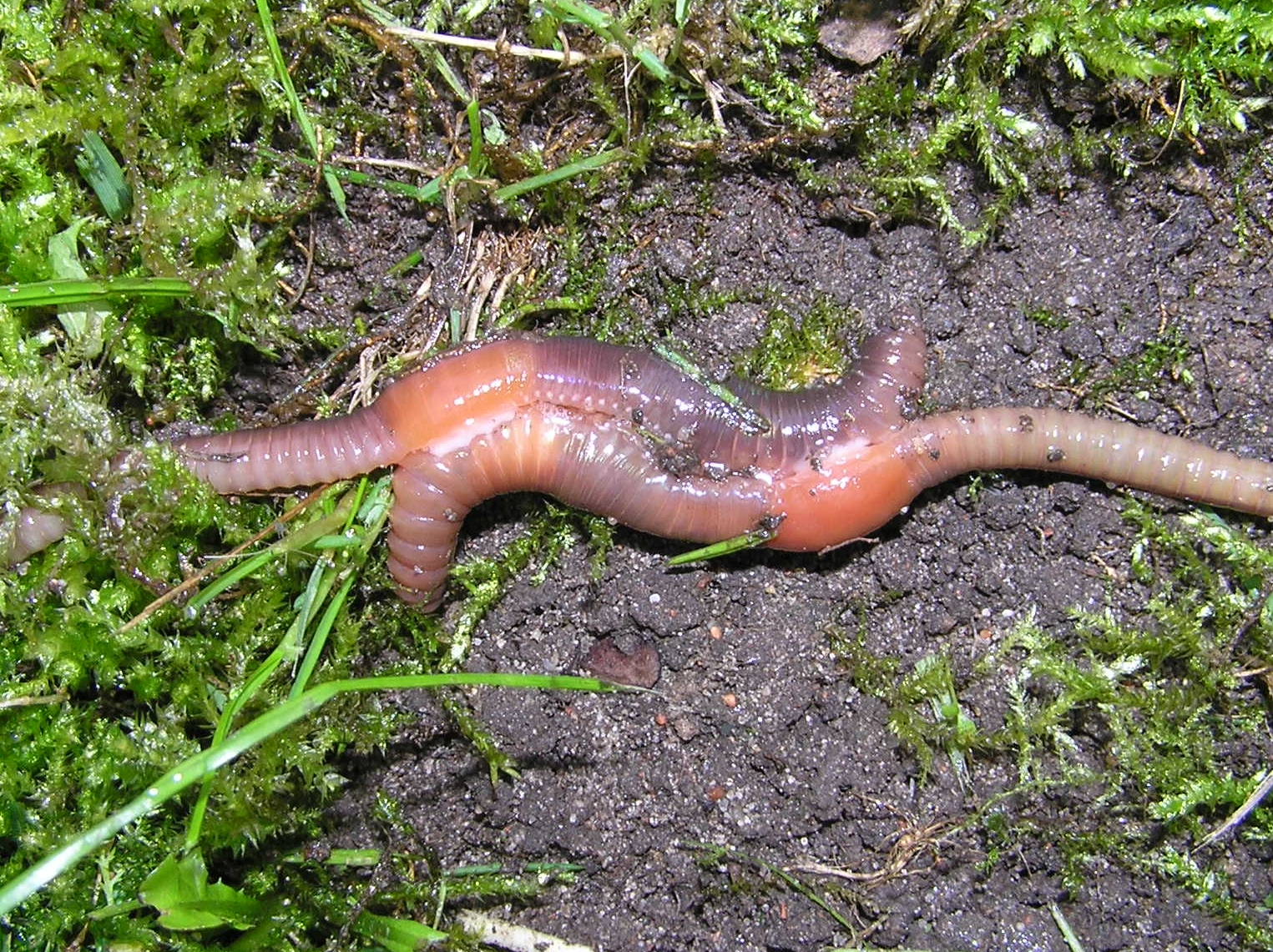
Accouplement en position ventrale et têtes opposées (tête-bêche), étroitement unis par la sécrétion muqueuse du clitellum, mais chez de nombreuses espèces la reproduction clonale parthenogénétique est possible,.

Les vers de terre sont tous hermaphrodites. Certaines espèces sont obligatoirement bi-parentales, comme le ver de terre commun alors que d’autres peuvent se reproduire sans accouplement, par auto-fertilisation ou parthénogénèse.
Ils ont une ou deux paires de testicules dans lesquels deux ou quatre paires de vésicules séminales produisent les spermatozoïdes qui sont recueillis par des spermathèques avant d'être libérés à travers les pores génitaux mâles lors de la fécondation externe. La paire unique d’ovaires, localisée quelques segments plus loin que les testicules, émet des œufs recueillis par les pavillons des oviductes puis libérés par les pores génitaux femelles. 
L'hermaphrodisme successif (protandrie chez les lombrics) disjoint la copulation de la reproduction. La copulation se produit généralement à la surface du sol ou dans le sol lorsque les conditions sont favorables. Les deux vers s’accouplent en position tête-bêche, étroitement unis par la sécrétion muqueuse du clitellum : ce bourrelet tégumentaire apparu à la maturité sexuelle permet de maintenir étroitement le partenaire lors de la copulation. L'accouplement dure plusieurs heures et consiste en un échange de spermes émis par les orifices génitaux mâles vers les spermathèques du partenaire. Une fois les partenaires séparés, ce bourrelet forme un cocon (manchon de mucus mobile produisant une albumine nutritive destinée aux embryons : reproduction clitellotrophe des lombrics terricoles versus reproduction vitellotrophe des dulçaquicoles) qui a une fonction importante lorsque le ver acquiert ses caractères sexuels femelles. Le ver se dégage en effet de ce manchon, glisse et passe devant les pores génitaux femelles dont il recueille les ovules puis les pores génitaux mâles contenant les spermatozoïdes du partenaire dans les spermathèques. Une fois que le ver s'en est complètement dégagé, ce cocon se referme au niveau des deux extrémités. La fécondation externe s’opère dans le cocon qui renferme jusqu'à une vingtaine d'œufs eux-mêmes protégés par un cocon, lesquels évoluent en embryons. L'éclosion du cocon s'accompagne de la sortie d'un juvénile, le vermisseau, suffisamment viable pour croître dans son milieu jusqu'au stade adulte. En général, un à trois petits vermisseaux en sortent au bout de quelques semaines.

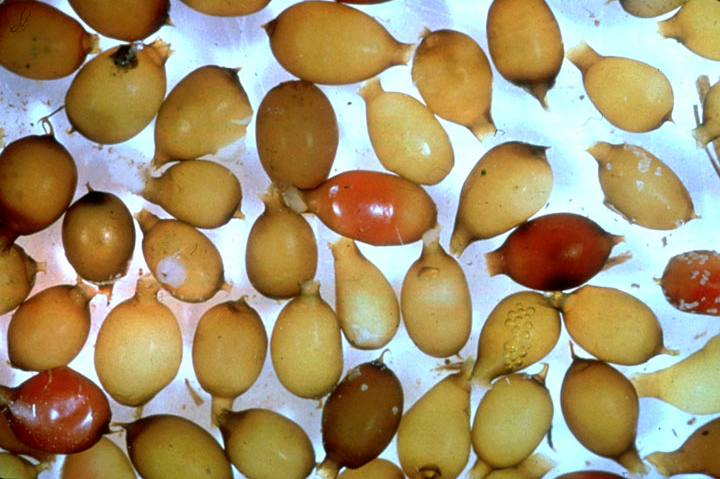
Cocons de vers de terre (Lumbricus terrestris).
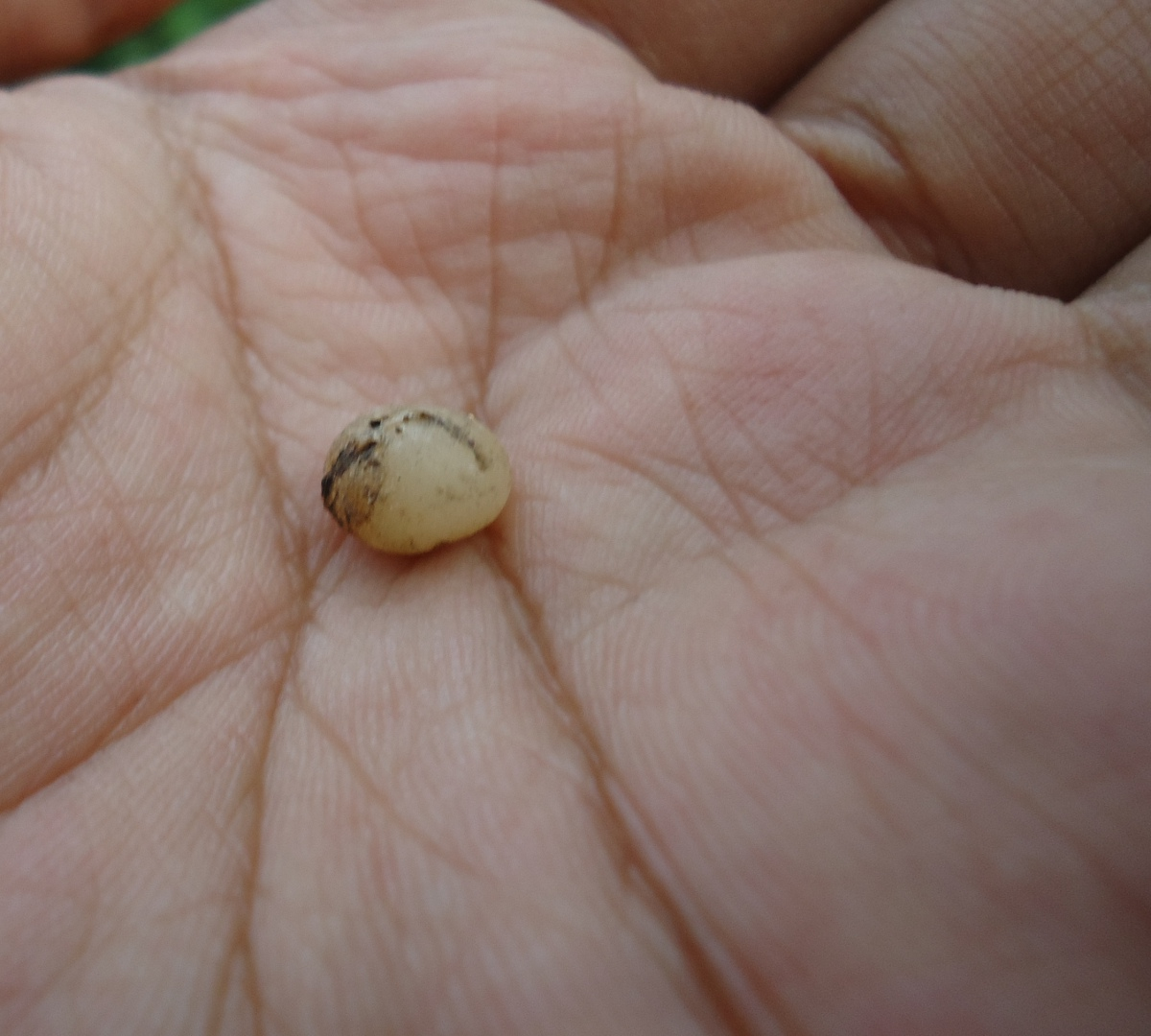
Cocon du ver rose.

### Respiration et système circulatoire
Du fait d'une respiration exclusivement tégumentaire (les vers de terre ne possèdent pas de poumons), le corps doit rester humide pour permettre la respiration et éviter la déshydratation : si son tégument se dessèche, il perd sa perméabilité aux gaz respiratoires. Cette respiration cutanée explique que son tégument sécrète une couche de mucus hydrophile qui retient l'eau à son contact et la migration des vers de terre selon le degré de sécheresse des sols.
Le système circulatoire comprend un gros vaisseau dorsal contractile où le sang est propulsé vers l'avant.
Cinq à sept paires de cœurs latéraux reprennent le sang et l'envoient vers l'arrière dans un vaisseau ventral. Ce système régule le métabolisme qui dépend de la température, ce qui explique que les vers de terre entrent en léthargie (quiescence déclenchée par un facteur du milieu, le plus souvent la sécheresse ou le froid, les animaux se plaçant en boule dans des logettes — appelées aussi chambres ou cellules — d'estivation ou d'hibernation) et que les lombriciens anéciques creusent des galeries verticales pour se placer dans le sol à une température optimale et vivre en congruence à une température d'environ 10 °C (optimum de 12 °C), sans avoir froid,.

### Alimentation et digestion
Les lombrics ingèrent de la terre et des débris organiques d'origine variée (bactérienne, fongique, animale et végétale). En triturant les débris animaux et surtout végétaux, ils facilitent l'attaque de la matière organique dans leur tube digestif par la communauté de champignons et bactéries symbiotiques, laquelle dispose d'un équipement enzymatique permettant de décomposer la cellulose et la lignine des plantes. Les lombrics bénéficient à leur tour de cette digestion partielle qui leur procure des aliments plus accessibles à leurs enzymes digestives. Ils tirent également leur énergie de la digestion de leurs propres microbes symbiotiques. Alors que de nombreux oligochètes possèdent un gésier œsophagien juste derrière la bouche, destiné au broyage des aliments, les Lumbricinae anéciques sont marqués par un report du gésier en arrière (gésier intestinal ou postgésier), report qui conduit leur évolution vers une vie de terricoles très performants. La libération de la place dans la partie antérieure rend possible le développement de puissants muscles de fouissement du sol et d'ingestion de terre.
Ils sécrètent dans leur tube digestif des drilodéfensines (en) qui agissent comme tensio-actifs empêchant les tanins des feuilles qu'ils grignotent de se complexer avec les protéines enzymatiques. Sans ces drilodéfensines, les feuilles mortes ne seraient pas digérées et resteraient sur la surface de la terre très longtemps, jusqu'à la construction d'une couche épaisse.

### Locomotion
La locomotion des lombric est une reptation sans serpenter qui utilise l'ancestral système hydropneumatique annélidien de déplacement par ondulation péristaltique. Des cycles de contractions/décontractions des muscles circulaires et longitudinaux sont à l'origine d'une succession ondulatoire de segments s'allongeant vers l'avant en se déplissant (décontraction musculaire) et de métamères postérieurs qui se contractent et s'élargissent. Les soies ou setae ont des tailles et formes variées selon le mode de vie et de locomotion, servant généralement à l'animal lors de la reptation (soies locomotrices protractées et rétractées qui lui permettent d'adhérer au support) ou du fouissement (soies renforcées de crochets, au niveau des queues et des têtes, qui assurent l'ancrage à l'entrée du terrier et permettent respectivement la rapide rétraction de survie face aux prédateurs et la traction d'aliments vers la galerie).
Ce déplacement est favorisé par le mucus cutané qui réduit l'adhérence entre le sol et les surfaces corporelles. Cette sécrétion pourrait servir de modèle naturels inspirant à la bionique (ou au biomimétisme) des innovations dans le domaine des agents réducteurs de frottement (en) et des outils de labour.

## Histoire évolutive

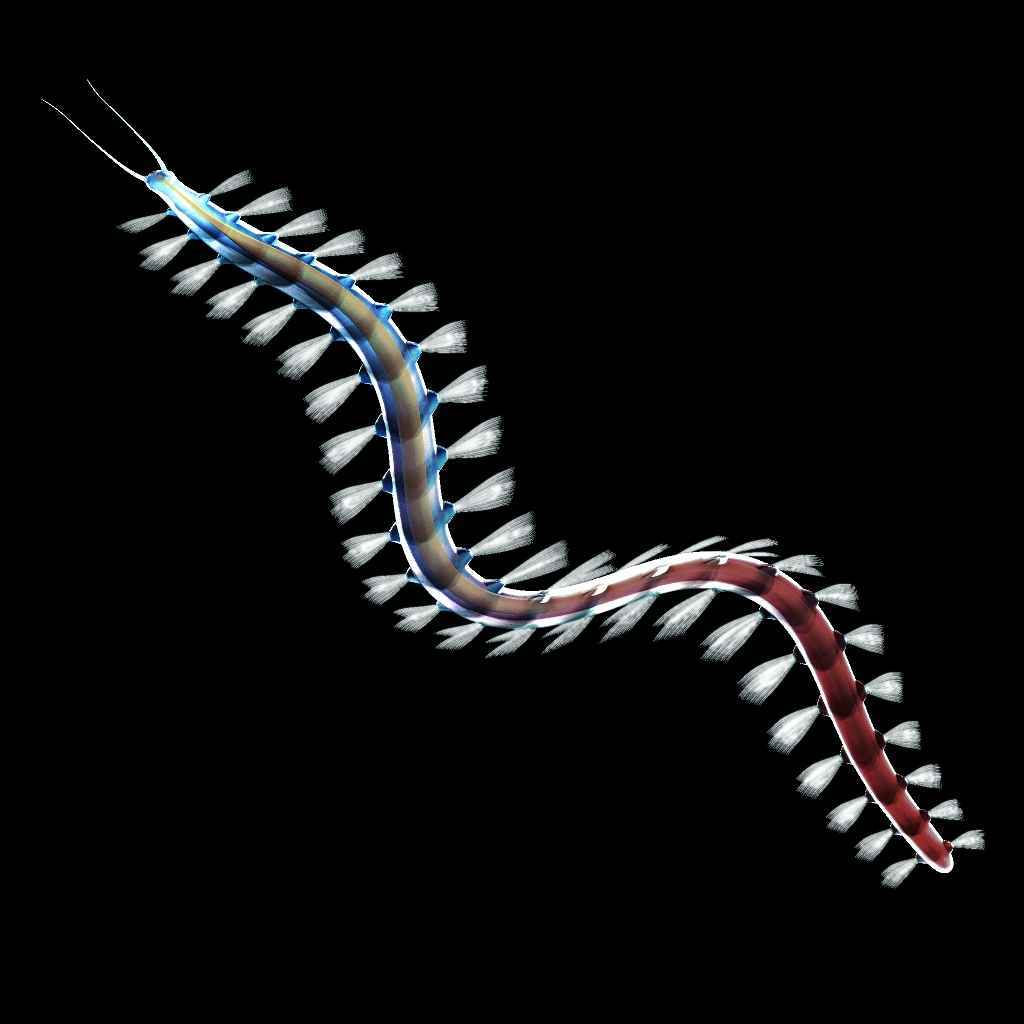
Burgessochaeta setigera (vue d'artiste) est un ver fouisseur daté d'environ 505 Ma. Il présente des ressemblances avec les polychètes modernes.

Les Annélides polychètes sont apparus au Précambrien il y a 600–700 Ma (millions d'années). L'interprétation traditionnelle de plusieurs formes animales de la faune de l'Édiacarien et de celle des schistes de Burgess est de considérer ses membres comme des représentants primitifs de ces Annélides. Selon Wilcke, dès le Cambrien (540 Ma) se développent les mégadriles, les véritables vers terrestres, qui prospèrent au Permien vers la fin du Paléozoïque (280 à 235 Ma) lorsque les forêts s'étendent sur les terres sèches. La période aux alentours de 266–264 Ma correspond à un saut fonctionnel, avec principalement en Europe le passage du progésier (organe derrière la tête) au postgésier (gésier intestinal plus en arrière chez les Lombriciens anéciques) qui, par un puissant travail du sol, contribue au Mésozoïque (Ère Secondaire), il y a 250 Ma, à former le type d'humus le plus fertile, celui des mulls.

## Taxonomie et principales origines géographiques

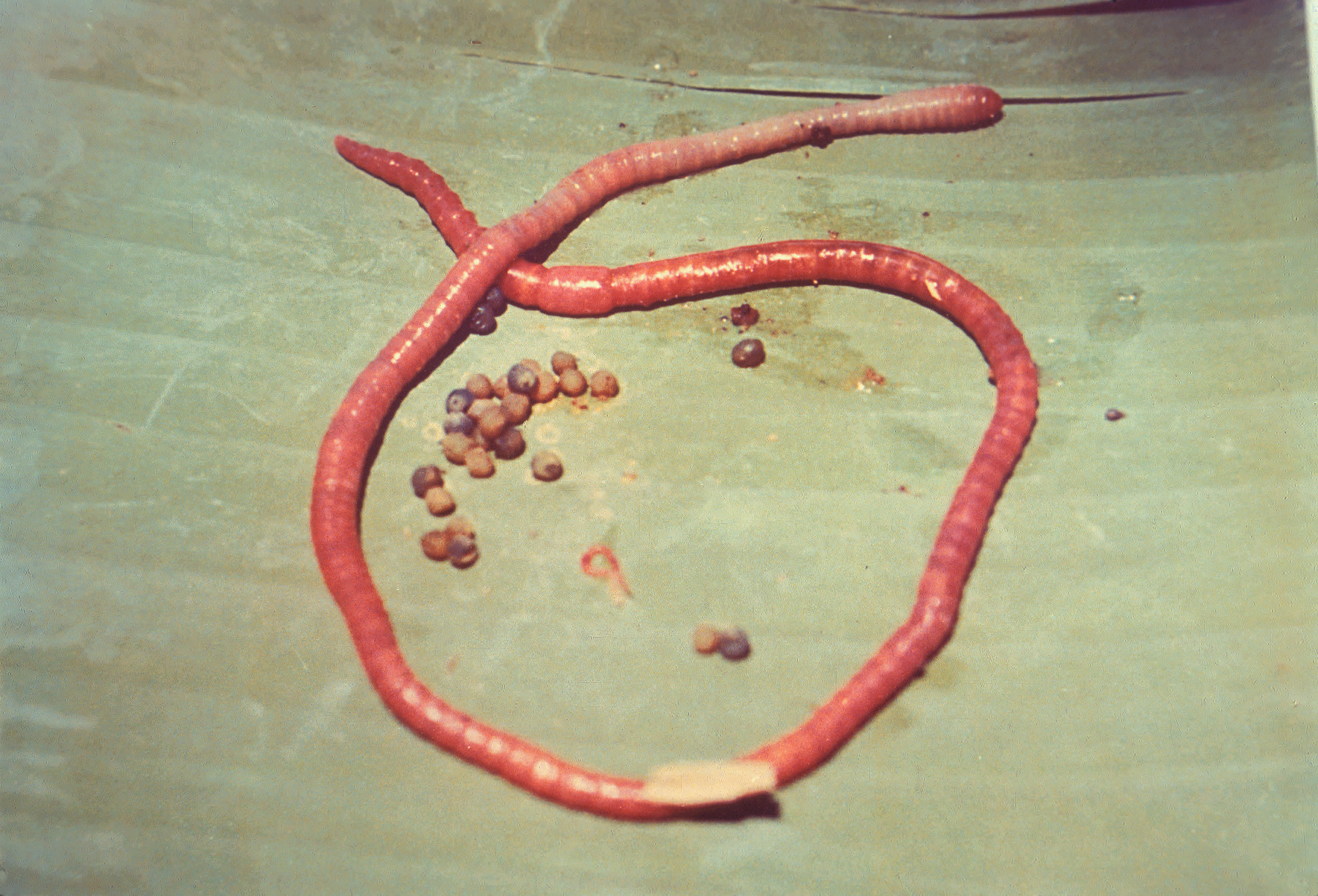
Ver tropical (Inde).

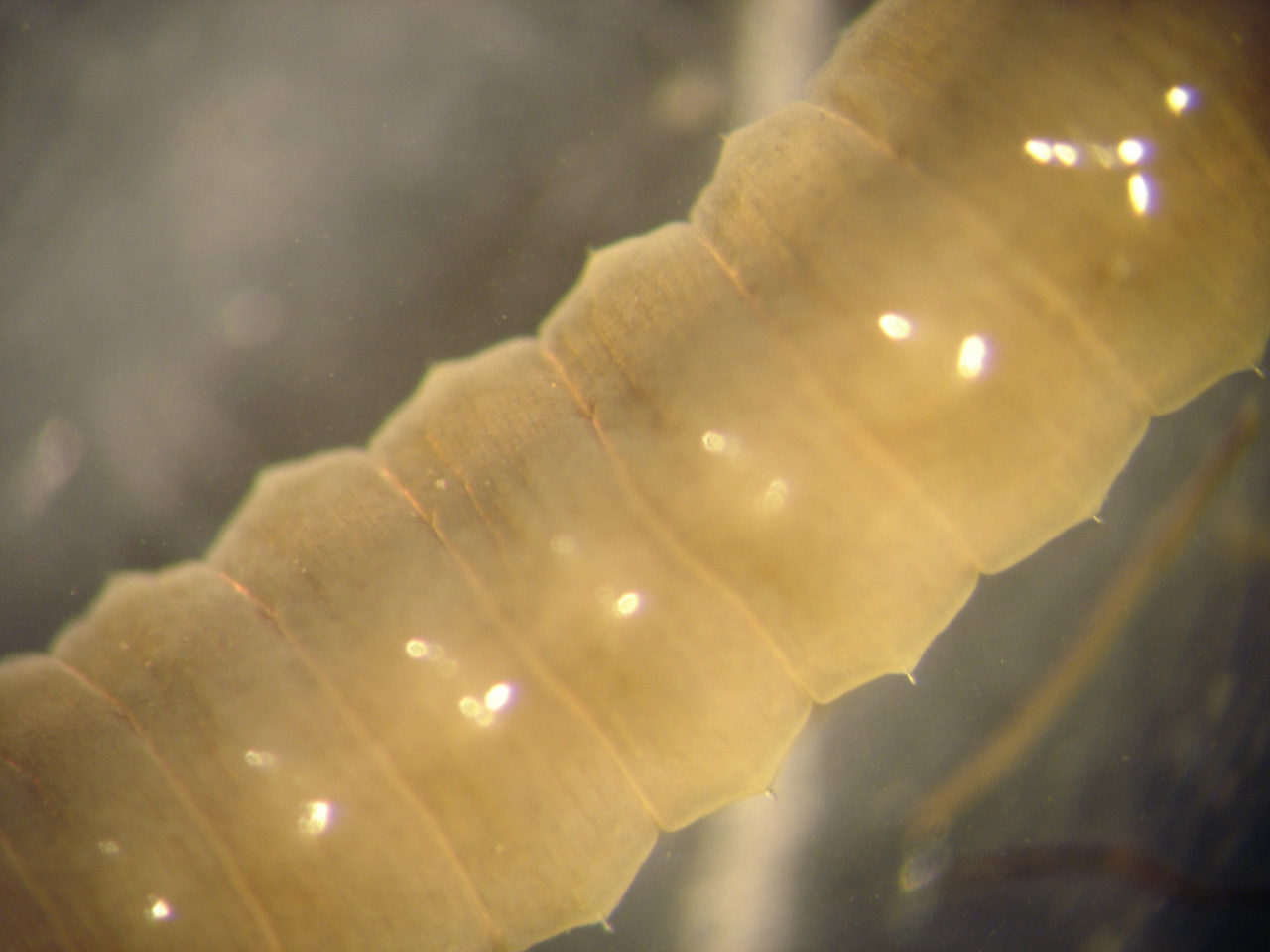
Segmentation vue au microscope.

Ordre : Haplotaxida ;
Sous-Ordre : Lumbricina
Principales familles :
- Lumbricidae (zones tempérées de l'hémisphère Nord)
- Hormogastridae (en) (Europe)
- Sparganophilidae (tr) (Amérique du Nord)
- Almidae (en) (Afrique, Amérique du Sud)
- Acanthodrilidae (en) (Afrique, Amérique centrale et du Sud)
- Ocnerodrilidae (en) (Afrique)
- Octochaetidae (en) (Amérique Centrale, Inde, Nouvelle-Zélande, Australie)
- Megascolecidae (Asie, Afrique, Océanie, Australie, Amérique du Nord)
- Glossoscolecidae (Amérique Centrale et du Sud)
- Eudrilidae (en) (Afrique)
- Lutodrilidae (tr) (États-Unis)
- Microchaetidae (Afrique)
- Biwadrilidae (Japon)
- Ailoscolecidae (tr) (France)
- Moniligastridae (en) (Inde, Asie)

### Espèces

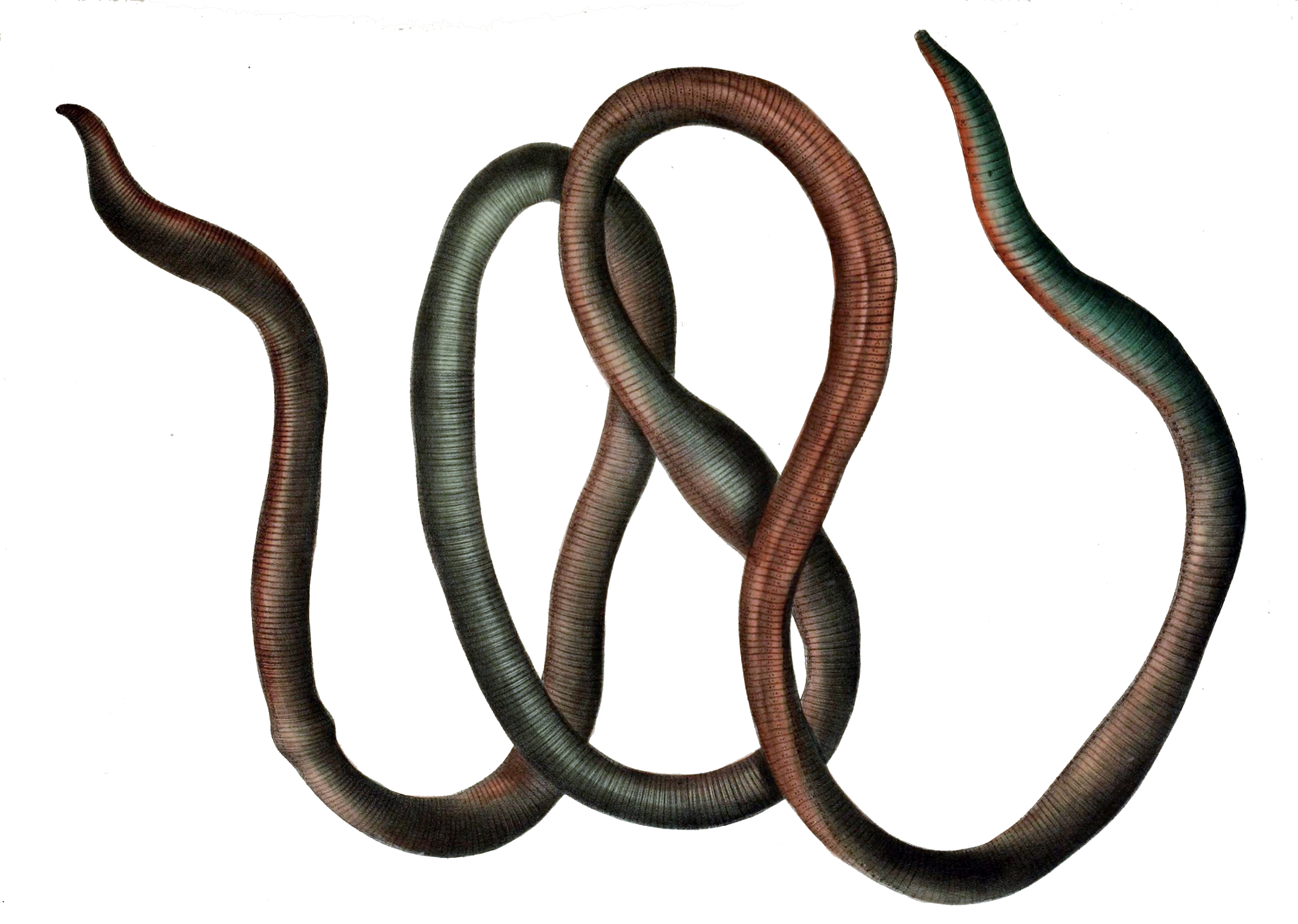
Microchaeta sp.

En 2015, il existe 7 000 espèces de lombrics documentées. Répartis sur toute la surface du globe, les plus grands, tels que Megascolides australis ou Driloleirus macelfreshi vivent pour la plupart en zone tropicale.
En France 150 espèces sont répertoriées. Les espèces Lumbricus terrestris (ver de terre commun), Lumbricus rubellus ou Eisenia fetida (ver du fumier) sont les plus fréquentes.
Certaines espèces vivent dans le bois mort et la matière en décomposition. D'autres circulent dans le sol essentiellement horizontalement, et d'autres encore verticalement (ce sont celles qui laissent des turricules caractéristiques en surface).

### Animaux ressemblants et confusions
Le mode de vie fouisseur entraîne facilement une convergence évolutive vers la forme « ver » (animal allongé, fin, dépourvu de membres, d'yeux et souvent de pigmentation). Ainsi, plusieurs animaux adoptant un mode de vie similaire peuvent ressembler beaucoup à un ver de terre sans en être : c'est particulièrement le cas des serpents fouisseurs de la famille des Typhlopidae, ainsi que des cécilies, qui sont des batraciens sans pattes.

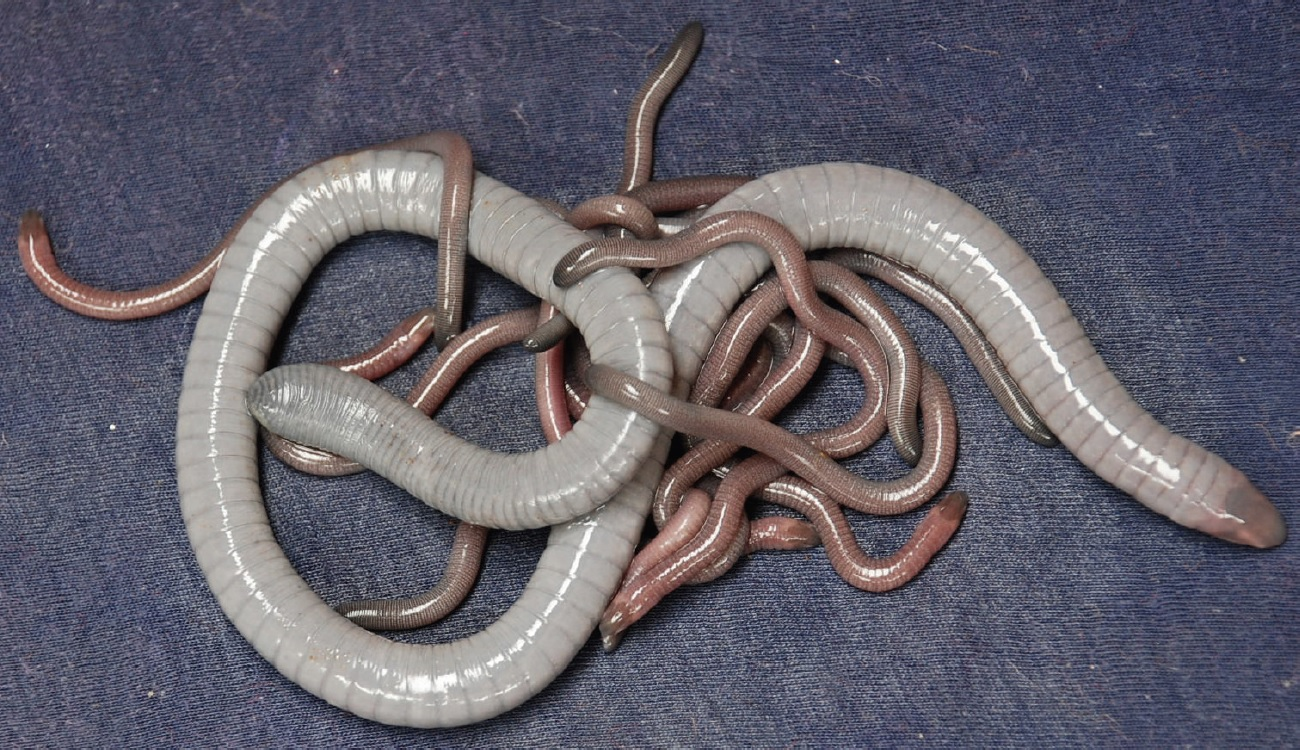
Herpele squalostoma (femelle et petits), un batracien du groupe des Gymnophiona.
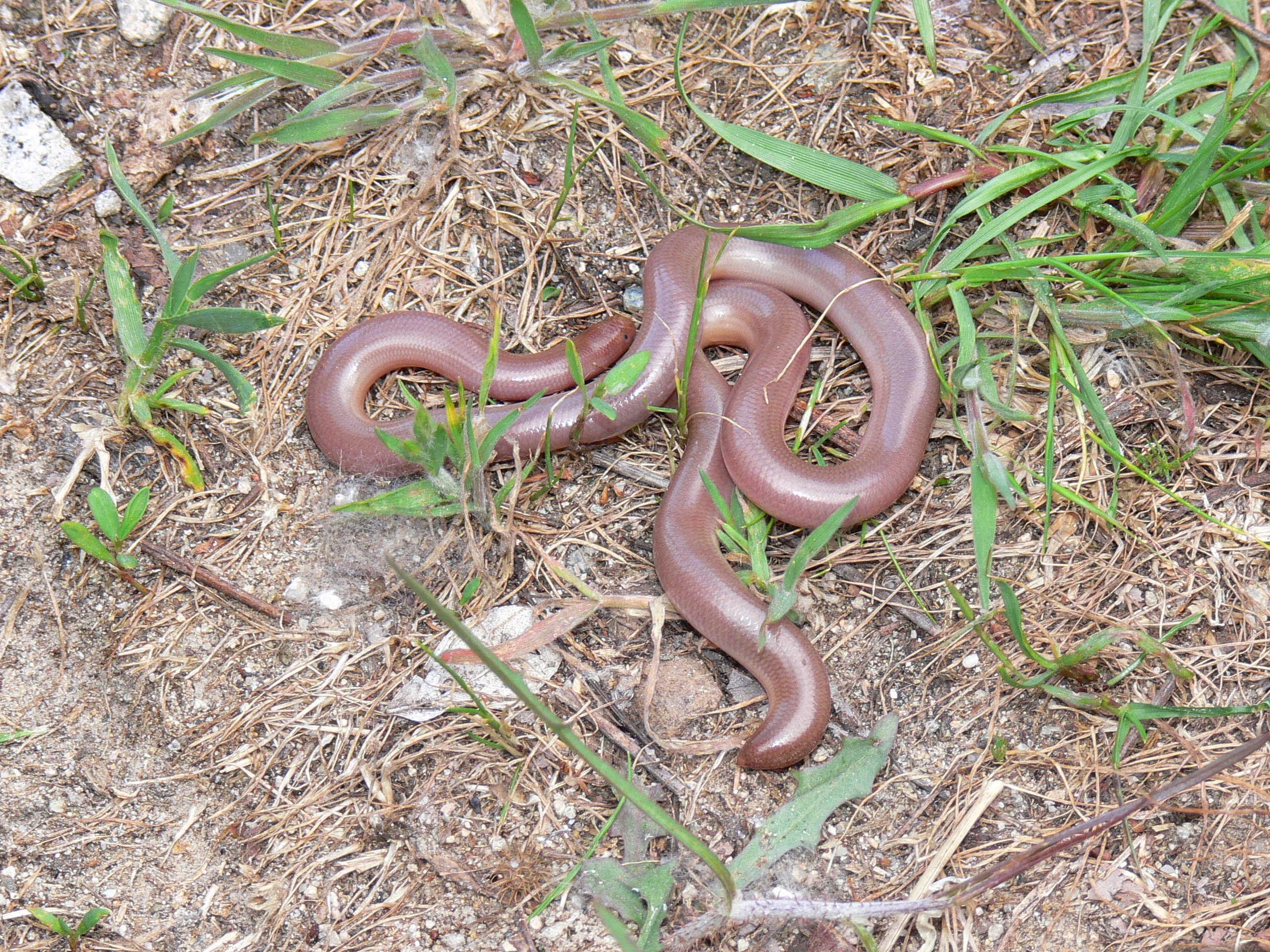
Typhlops vermicularis, un serpent aveugle du groupe des Typhlopidae.
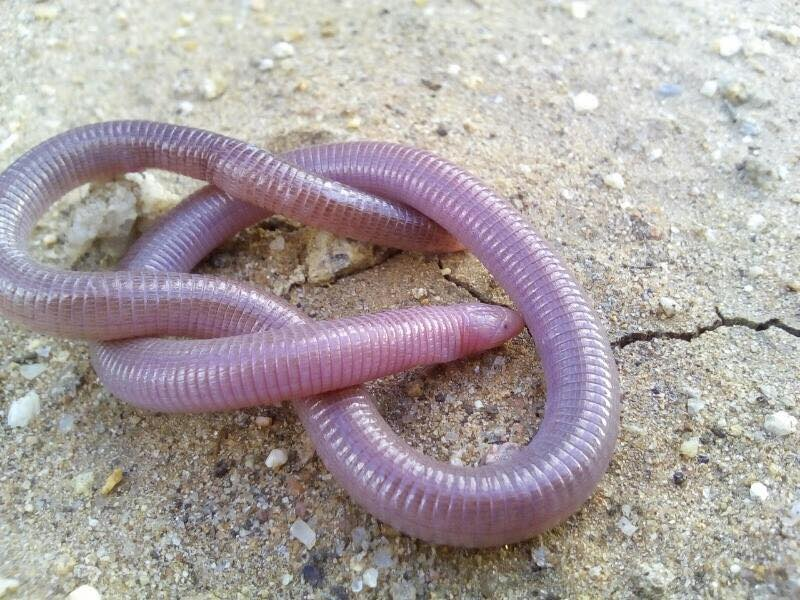
Zygaspis quadrifrons, un reptile du groupe des Amphisbaenia.

## Génétique des Lumbricinae
La ploïdie variable au sein de chaque espèce et entre les espèces a longtemps freiné les études sur la génétique des vers de terre.

Les techniques modernes de biologie moléculaire n'ont qu'assez récemment été appliquées à ces animaux, en dépit de l'intérêt écologique et agroécologique reconnus à ces espèces. Jusqu'au tout début du XXIe siècle, seuls les allozymes étaient utilisés comme marqueurs moléculaires de ces organismes, avec leurs limites.
Depuis peu, les progrès du séquençage de l'ADN et du Barcoding moléculaire ont conduit à proposer de nouveaux marqueurs utiles pour notamment étudier la génétique des populations de vers de terre. Des marqueurs moléculaires microsatellites sont ainsi maintenant disponibles chez quelques espèces de vers de terre, dont Allolobophora chlorotica ou chez Aporrectodea icterica.
Ces outils ont montré des aspects insoupçonnés de la diversité génétique de certains groupes ou espèces (dont Lumbricus terrestris) et permettent de mieux explorer la structure génétique et le polymorphisme génétique d'espèces encore mal connues dont Allolobophora chlorotica en Europe. Ils devraient aussi permettre de mieux prendre en compte les juvéniles (difficiles à identifier dans le sol).

## Écologie

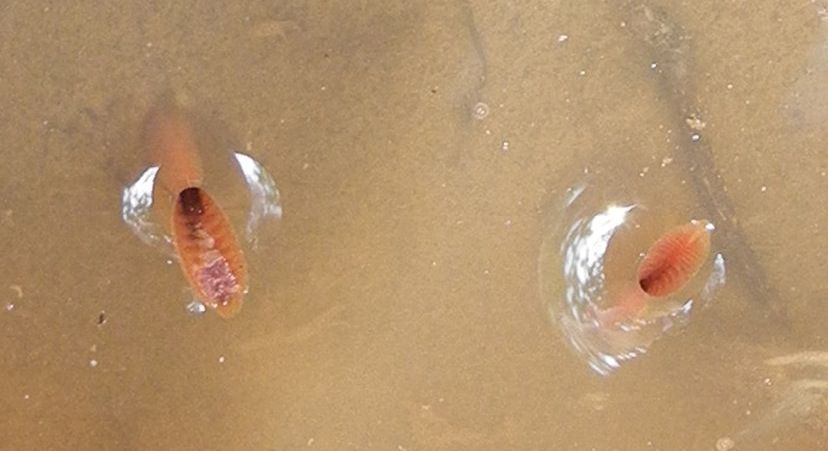
Parmi les quelques espèces semi-aquatiques d’oligochètes lumbricidés du genre Glyphidrilus, Glyphidrilus chaophraya utilise l’extrémité de sa queue, modifiée pour capter l’oxygène atmosphérique (Asie).

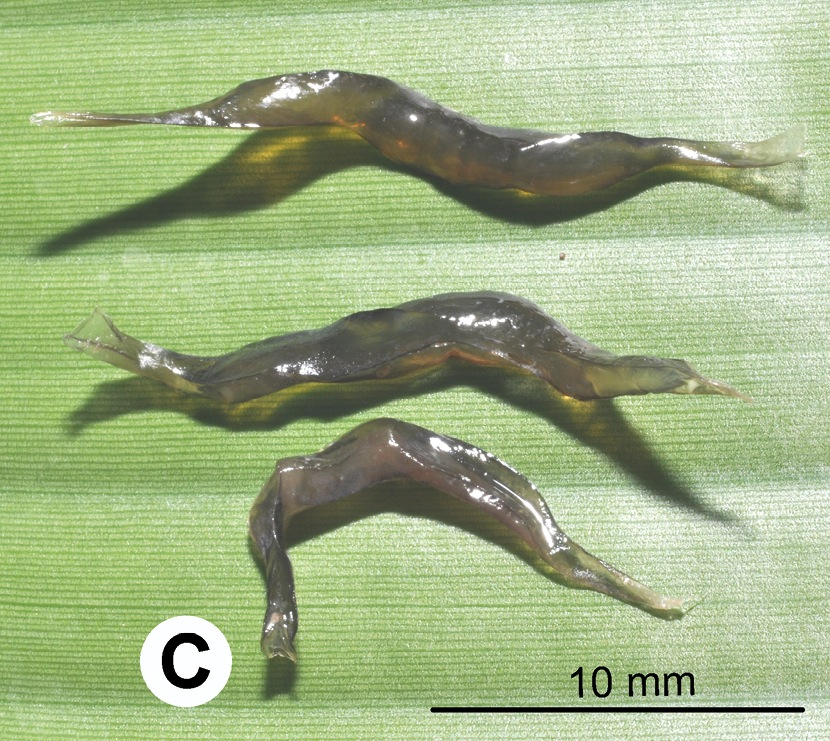
Cocon d’un ver semi-aquatique du genre Glyphidrilus (Asie).

Les vers de terre jouent un rôle essentiel dans la production, la structuration, l'entretien et la productivité des sols, forestiers, prairiaux et agricoles notamment, avec des fonctions différentes selon le compartiment occupé et leurs déplacements quotidiens ou saisonniers. Ils participent à la minéralisation et l'humification du sol en décomposant la matière organique, favorisant la biodisponibilité des nutriments pour les plantes et les micro-organismes. Ils sont considérés comme des espèces-clé.
Leurs capacités de colonisation de nouveaux habitats et de dispersion dans le paysage et les « pédopaysages », les font présenter comme particulièrement important en matière de résilience écologique des sols et l'écologie du paysage mais celles-ci sont encore mal connues. Elles font l'objet d'études en mésocosme, utilisant des vers marqués, ou s'appuyant (depuis peu) sur des analyses génétiques notamment,, avec des travaux qui ont permis de mieux comprendre les besoins des vers de terre en termes de connectivité écologique, et qui ont confirmé des facilitations conspécifiques et que si certains axes (canaux) sont très fragmentant pour ces espèces, les déplacements de sols sont aussi devenus des sources de dispersion passive, avec possibilité que certaines espèces deviennent invasives hors de leur écosystème originel,.

### Catégories écologiques des lombriciens
Chaque espèce a un préférendum marqué pour un milieu ou des conditions édaphiques particulières.
En 1972 en France, Marcel Bouché a recensé 140 espèces de lombriciens. Il les a classées en trois catégories écologiques, fondées sur des critères morphologiques (pigmentation, taille), comportementaux (alimentation, construction de galeries, mobilité) et écologiques (longévité, temps de génération, prédation, survie à la sécheresse) : les épigés en surface comme le Ver du fumier (Eisenia fetida), les anéciques qui creusent des galeries à la verticale comme le Ver de terre commun (Lumbricus terrestris) et les endogés qui creusent à l'horizontale comme Octolasion lacteum ou Allolobophora caliginosa. Ces trois catégories représentent respectivement environ 1%, 80% et 20% de la biomasse lombricienne du sol en milieux tempérés.

#### Épigés
Les épigés sont des vers pigmentés, de petite taille qui vivent dans la litière de surface et s'y nourrissent des matières organiques en décomposition. Ils ne creusent pas, même si certaines espèces intermédiaires peuvent créer de petites galeries très superficielles. Les espèces épigées, vivant à la surface du sol, sont les plus exposées aux aléas climatiques, à la prédation et aux opérations culturales (travail du sol, pesticides) ; ces espèces sont par conséquent assez rares en milieu cultivé. La pigmentation homochrome (rouge brun et parfois verte) avec leur entour et leur mode de vie nocturne leur permet de se dissimuler des prédateurs (oiseaux, insectes) qu'ils fuient rapidement.

#### Anéciques
Les anéciques (« qui montent », du grec anesis, « élasticité ») sont des vers pigmentés de grande taille qui vivent dans des galeries généralement verticales et permanentes (jusqu'à trois mètres de profondeur) et se nourrissent de matière organique essentiellement en surface (espèce phytosaprophage), plus rarement celle contenue dans le sol.

#### Endogés
Les endogés sont des vers non pigmentés, de taille moyenne, vivant généralement dans les premiers centimètres de sol où ils construisent un réseau de galeries sub-horizontal. Ils se nourrissent de la matière organique contenue dans le sol (espèce géophage). Il existe trois sous-catégories d’endogés : polyhumiques, mésohumiques et oligohumiques, en fonction de leur position au sein du profil donc du type et de la teneur en matière organique du sol qu’ils ingèrent. Plus les vers vivent profondément, moins le sol qu’ils consomment est riche en matière organique. Les endogés qui ingèrent le sol le plus pauvre en matière organique sont des oligohumiques, alors que les polyhumiques consomment du sol des horizons superficiels, riches en matières organiques en voie de décomposition.

### Services écosystémiques
Les lombrics fournissent de nombreux services écosystémiques.
Les vers de terre dispersent des métaux, des bactéries et de nombreux autres microorganismes et propagules ou réputés indésirables pour le compostage (comme la bactérie Escherichia coli 0157) ou l'agriculture (ex. : Fusarium oxysporum) neutres ou utiles (dont des nématodes comme Steinernema spp. et spores de champignons mycorhizateurs).
En cela et grâce à leur aération et travail du sol, ils interfèrent positivement aussi avec l'activité et la compétition souterraine des plantes pour les nutriments. Ils jouent un rôle écologique majeur en termes d'aération et de micro-drainage du sol. Dans la restauration de sols dégradés ou contaminés, ils jouent un rôle important de pionniers,, avec des effets de bioturbation qui peuvent modifier la cinétique environnementale de certains polluants (cf. bioaccumulation).
Toutes choses égales par ailleurs, ils influenceraient peu la diversité des espèces présentes mais ils influencent différemment la productivité de certains types ou communautés de plantes. En prairie de zone tempérée, ils favorisent nettement les Fabacées (légumineuses) qui gagnent (+ 35 %) en productivité en leur présence.

#### Activité biologique

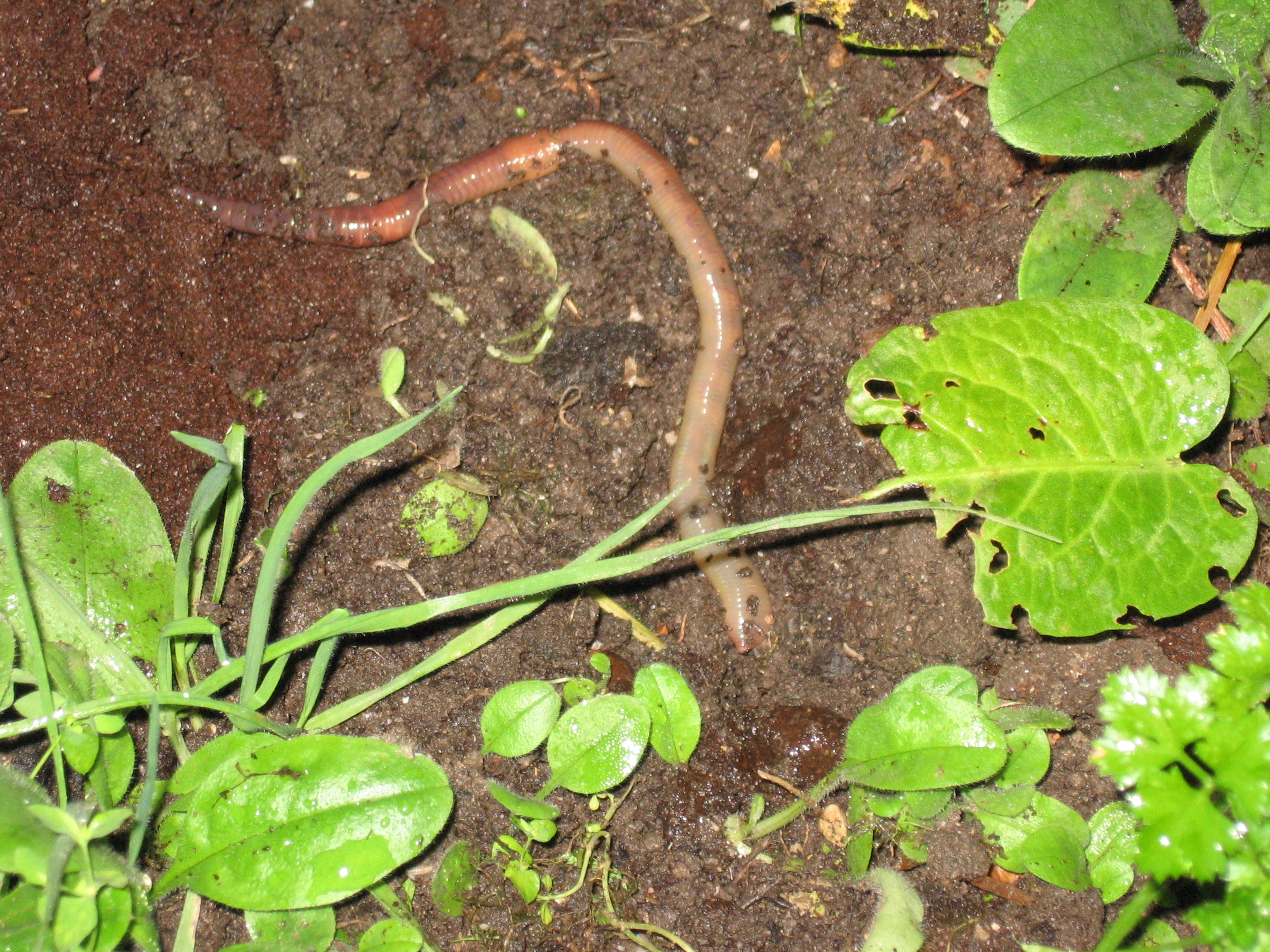
Lumbricus terrestris.

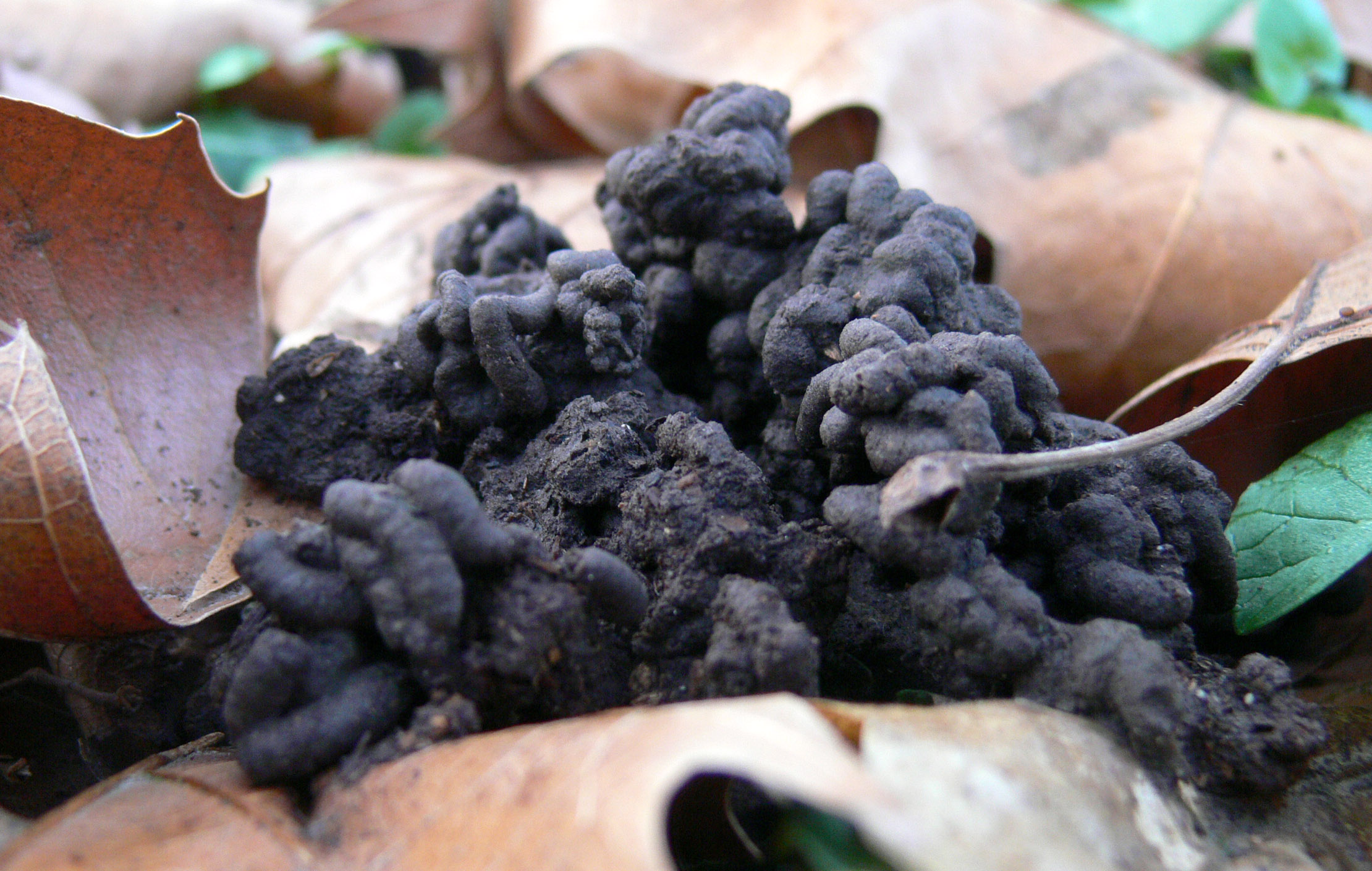
Turricules de vers de terre.

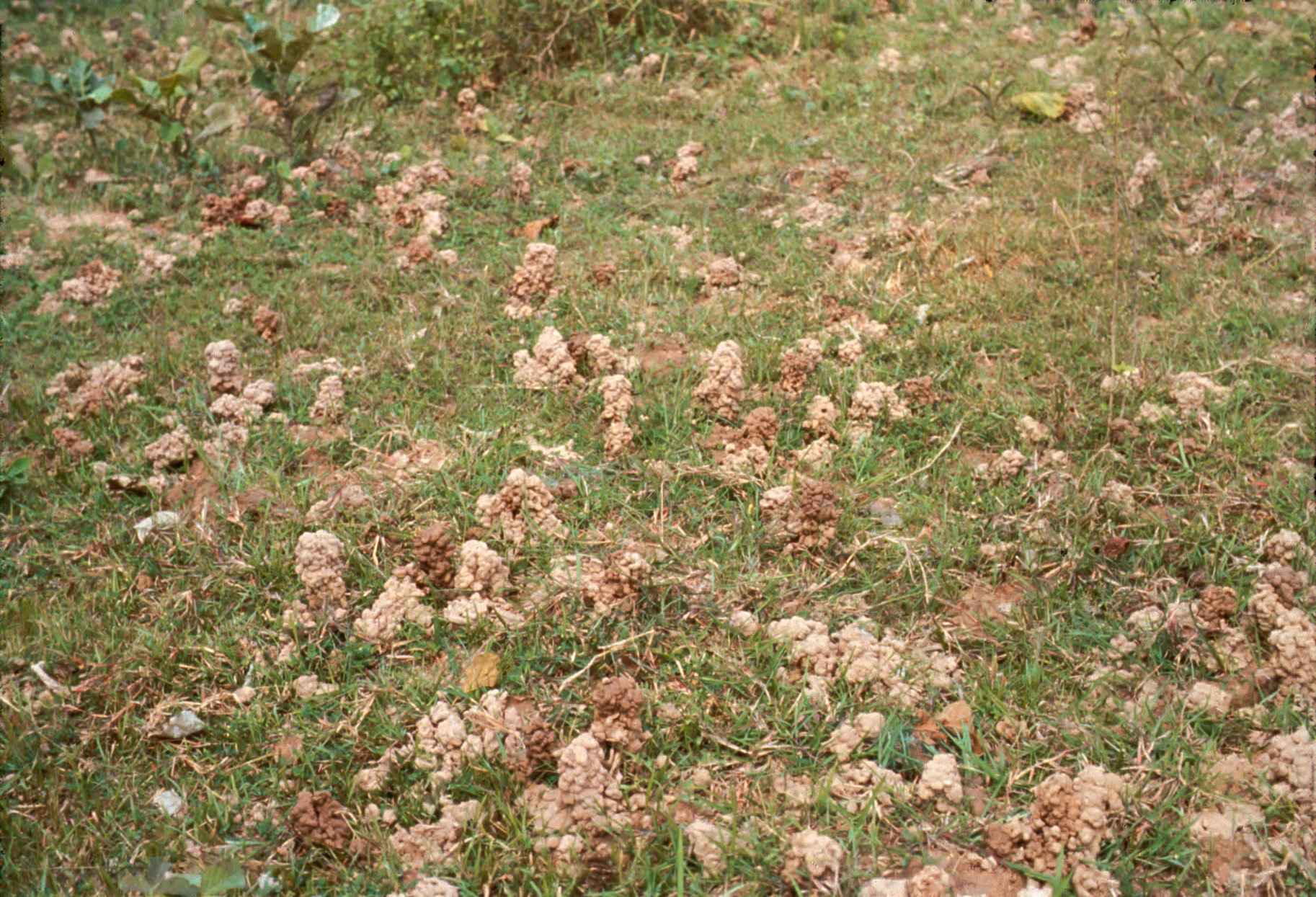
Turricules de surface (Inde).

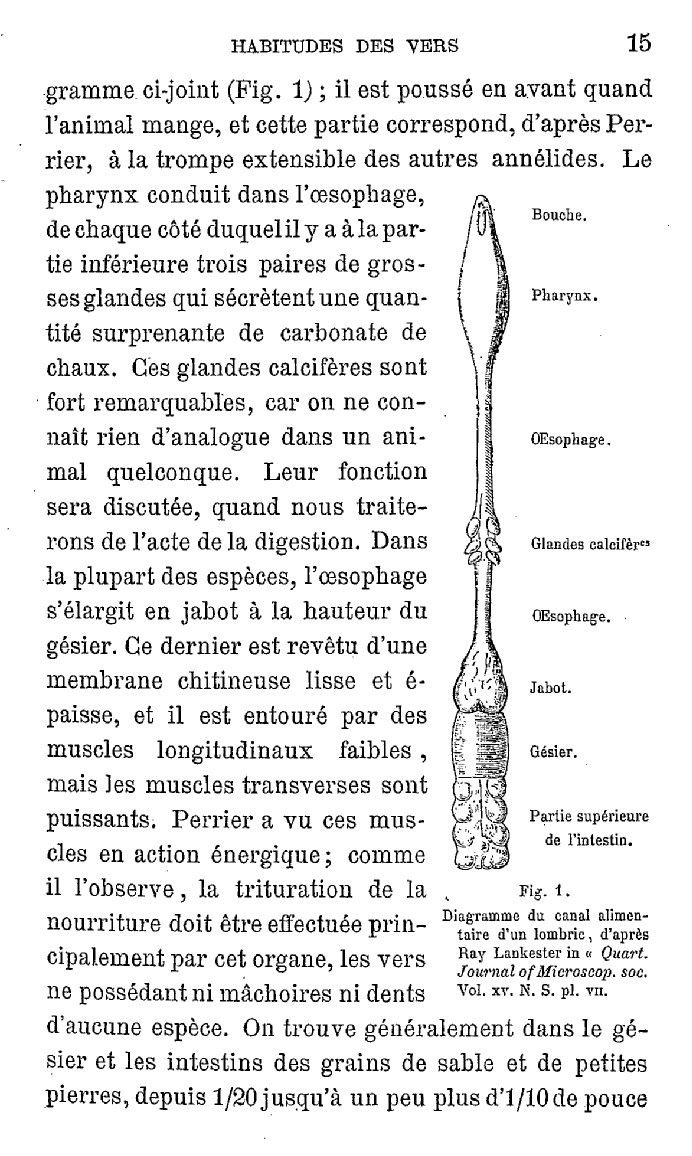
Rôle des vers de terre, Charles Darwin.

Le philosophe grec Aristote reconnaît déjà aux vers de terre une activité biologique essentielle, les appelant les « intestins de la terre ». Cléopâtre les déclare sacrés en raison de leur impact dans la fertilité des sols des rives du Nil.
Charles Darwin s'est beaucoup intéressé au sol comme support de vie et produit de la vie. Il a été l'un des premiers à réhabiliter le ver de terre, alors considéré comme nuisible à l'agriculture. Darwin avait observé que les vestiges archéologiques étaient souvent protégés par leur enfouissement assez rapide sous la terre produite à partir de la végétation morte et par les organismes du sol. Il a contribué à faire connaître l'importance des organismes fouisseurs comme le ver de terre pour les sols.

Dans un ouvrage publié le 10 octobre 1881 et intitulé « The formation of vegetable mould through the action of worms with observations on their habits », traduit en français en 1882 (son dernier livre scientifique, vendu à 2 000 exemplaires immédiatement puis en quelques mois à 3 500 exemplaires puis à 8 500 exemplaires en moins de trois ans, soit plus rapidement et en plus grand nombre que son œuvre principale, « L'Origine des espèces »), il a traité de l'importance du travail de bioturbation des vers de terre sur la genèse, l’érosion et la fertilité du sol. Un critique en fait le commentaire suivant : « Au regard de la plupart des gens… le ver de terre est simplement un annélide aveugle, sourd, dépourvu de sensations, désagréablement gluant. M. Darwin entreprend de réhabiliter son caractère, et le ver s’avance tout à coup comme un personnage intelligent et bienfaisant, qui opère de vastes changements géologiques, un niveleur de montagnes… un ami de l’homme… et un allié de la Société pour la conservation des monuments anciens ». La réédition en 1945 de ce livre, avec une Introduction par Sir Albert Howard aura un succès encore plus important, confirmant le rôle de Darwin en tant que précurseur dans l'histoire de la pédologie. Il a démontré l'importance globale de l'activité des vers de terre dans la fertilité des sols ; « La charrue est une des inventions les plus anciennes et les plus précieuses de l'homme, mais longtemps avant qu'elle existât, le sol était de fait labouré par les vers de terre et il ne cessera jamais de l'être encore. Il est permis de douter qu'il y ait beaucoup d'autres animaux qui aient joué dans l'histoire du globe un rôle aussi important que ces créatures d'une organisation si inférieure » tout comme le climat, la nature de la roche-mère sur laquelle se développe le sol en question, et le type de litière apporté au sol.
Ces animaux modifient le sol via des processus physiques, chimiques et biologiques, ce pourquoi on les dit parfois ingénieurs du sol, tout comme les termites, les fourmis, certaines bactéries, etc. Peut être appelé ingénieur du sol tout organisme qui par son activité modifie son habitat dans un sens qui lui est favorable mais également favorable aux autres organismes inféodés à cet habitat (en l'occurrence les bactéries ou les champignons du sol, etc.).
Les vers de terre influencent la structure et la fertilité du sol à travers leurs activités d’excavation, d’excrétion de macro-agrégats, d’ingestion de matière organique, etc. mais aussi par leurs réseaux de galeries dont la forme, taille et profondeur diffère selon la saison, le milieu et les espèces considérées. Ces vers, selon qu'ils sont anéciques, endogés ou épiendogés agissent sur la structuration des sols et leur capacité à absorber l'eau, grâce à leurs galeries qui sont des chemins préférentiels favorisant l’infiltration, l'épuration et le cycle de l'eau. La circulation des solutés et des gaz s'en trouve facilitée. Du mucus, de l’urine et des fèces sont déposés sur les parois des galeries et leur confèrent des propriétés bio-géochimiques particulières (enrichissement en sucres, etc.). Certaines espèces de vers de terre produisent également des déjections (« turricules ») qui constituent des macro-agrégats de sol de propriétés organo-minérales modifiées par rapport au sol environnant (pH neutralisé, plus grande stabilité des agrégats, etc.).
En agissant sur leur habitat, les vers de terre régulent indirectement l’activité, la diversité et la distribution spatiale des communautés de micro-organismes du sol. Ainsi, ils sont des mutualistes des microorganismes, plutôt que des prédateurs. Plus précisément, ils induisent une augmentation de 17 % de l'abondance des bactéries — la présence de plantes amplifiant leur effet jusqu'à 97 % — et de 31 % de l'abondance des champignons. Leur impact est le plus fort dans les sols riches en carbone et en azote avec un pH faible. Cette influence est capitale puisque les micro-organismes du sol sont responsables, en dernier ressort de :
1. la minéralisation de la matière organique en nutriments remis à la disposition des racines des plantes bouclant le cycle de la vie (voir cycles biogéochimiques)
2. la formation de l'humus (forme de séquestration du carbone dans les sols).

Les vers de terre n'influencent cependant pas tous de la même manière les propriétés du sol et les processus qui en découlent. En effet, certains se nourrissent exclusivement de la litière à la surface du sol et y vivent en permanence (les épigés, du grec epi sur et gé terre), d'autres se nourrissent de la litière de surface qu'ils enfouissent dans des galeries généralement verticales (les anéciques, du grec anesis élasticité), d'autres enfin se nourrissent exclusivement de l'humus du sol qu'ils ingèrent sur leur passage, créant de vastes réseaux de galeries sans jamais remonter à la surface du sol (les endogés, du grec endo à l'intérieur).
Ces trois types écologiques constituent autant de stratégies d'exploitation des ressources sélectionnées durant l'évolution des vers de terre. Les limites entre ces types ne semblent cependant pas très franches et il reste à expliquer leurs déterminismes. Dans tous les cas, cette hétérogénéité de comportement induit sans doute des influences distinctes dans leur contribution à la fertilité du sol. Dans l'idéal, les épigés, les endogés et les anéciques agiraient de concert dans la formation et le maintien de la fertilité des sols.

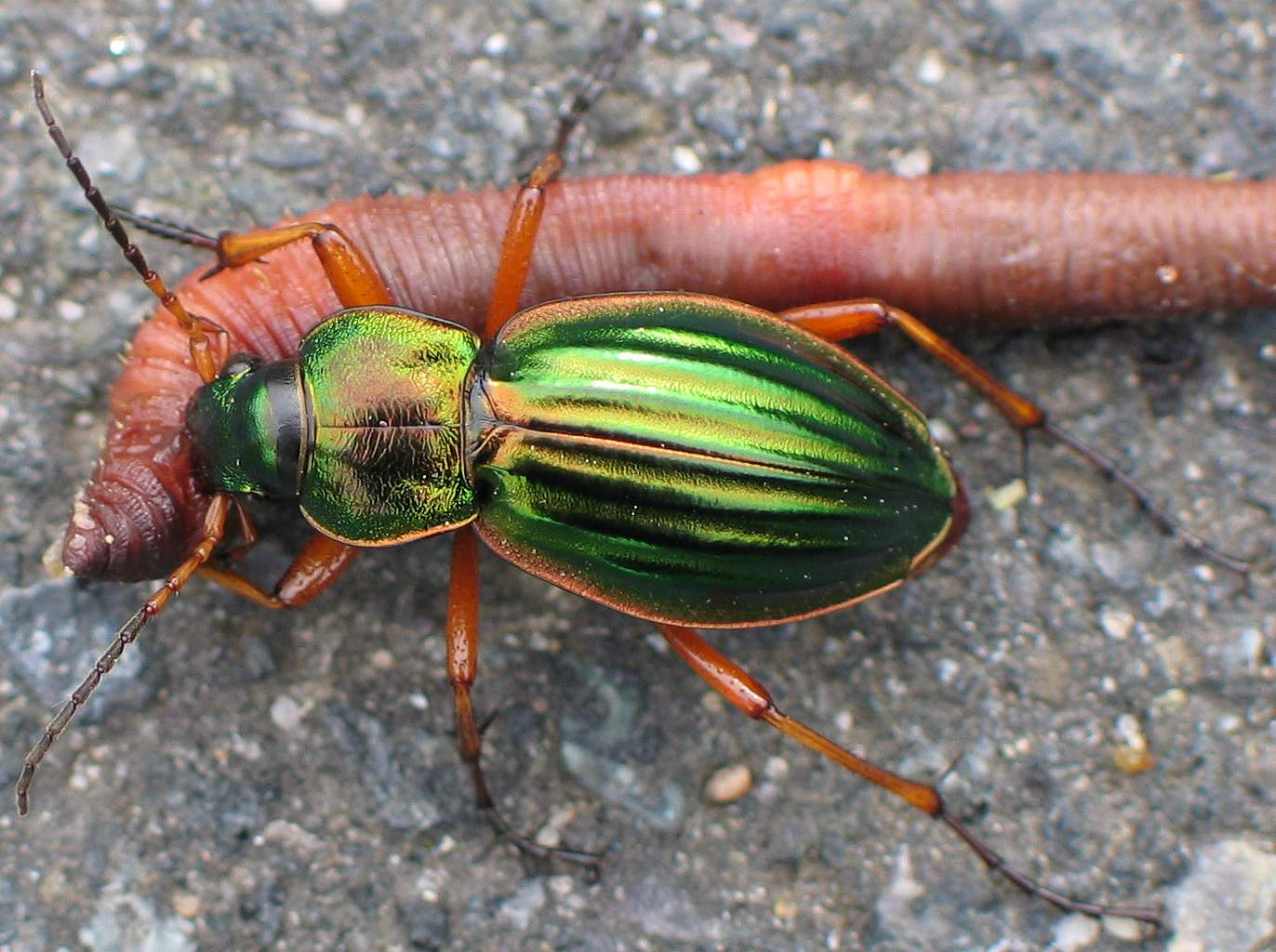
Bien que vivant surtout dans le sol, le lombric a des prédateurs qui sont notamment des oiseaux, la taupe, le sanglier ou des insectes tels que ce carabe doré.

La prise de conscience récente de l’impact croissant des activités humaines sur les systèmes écologiques est à l’origine de nombreux travaux étudiant la relation entre la diversité du vivant et le fonctionnement global de ces systèmes (voir écologie). Pour les sols agricoles, certaines pratiques culturales comme le labour (qui fait remonter en surface les cailloux), l’utilisation de produits phytosanitaires (voir engrais, pesticides), etc. ont pour conséquence une diminution de la diversité des vers de terre et pourraient induire une altération du fonctionnement des sols des agroécosystèmes. Dans la perspective de la conservation et de la réhabilitation des sols, l’identification d’espèces jouant un rôle majeur (« espèces clés ») dans le sol apparaît comme un thème de recherche incontournable en écologie du sol.
Ils contribuent positivement à la bioturbation qui enrichit l'humus, mais qui - dans les sols pollués - contribue au transfert vertical et horizontal de certains polluants (de manière différentiée selon les polluants et les espèces considérées).
Malgré de nombreux travaux de recherche sur l’écologie des vers de terre et sur leurs comportements, des informations quantitatives sur des aspects clés tels que la formation des galeries et les activités associées, ou la manière dont ils s'orientent dans le sol manquent encore. Il est généralement supposé que le rôle fonctionnel des différentes espèces lombriciennes peut être induit à partir des caractéristiques des types écologiques auxquelles elles sont rattachées (anécique, épigée, endogée). Cependant, cette hypothèse n'a que très peu été testée expérimentalement.

Les recherches sur les activités des vers de terre sont difficiles à mener du fait de la nature opaque du sol où ils vivent. Cependant, des avancées méthodologiques récentes utilisant des techniques telles que la tomographie aux rayons X (voir tomodensitométrie), le radio-marquage des individus et la modélisation des activités constituent de nouvelles techniques puissantes pour appréhender les vers de terre et les réseaux de galeries qu'ils creusent sous la surface du sol.

## Menaces pesant sur les vers de terre

### Faux nuisible
Ils étaient autrefois, bien à tort selon les données aujourd'hui disponibles, considérés comme nuisibles pour l'agriculture. À titre d’exemple, le Cours complet d’agriculture de l’Abbé Rozier (1781-1805), n'évoque que les ténias et vers pathogènes des animaux de ferme, dans sa rubrique « Vers (médecine rurale) », ce n'est que plus tard, dans le tome 11 pour trouver à l’article Achées, Laiches ou Vers de Terre qu'apparaissent quelques conseils de l'abbé Rozier sur Lombricus L, l'auteur considérant que « Tous les cultivateurs … savent le tort que font les vers de terre aux semis … il est donc avantageux de connaître les moyens de (les) détruire ».

### Perte de biodiversité
Le nombre de vers de terre par m3 de sol régresse fortement dans les zones d'agriculture intensive avec le travail du sol, l'utilisation d'engrais, l'irrigation et l'absence de couverture végétale en décomposition au sol, facteurs expliquant que le taux de matière organique des sols européens a été divisé par 2 depuis 1950. Il a parfois totalement disparu sous les vignes. En Europe, en 1950, les sols comptaient deux tonnes de vers de terre par hectare, contre moins de 100 kilogrammes par champ cultivé en 2010.
Il est bien mieux protégé par l'agriculture biologique qui s'en fait un allié, et parfois encore plus présent dans l'agriculture en semis direct (sans travail du sol). Il est le plus présent sous les prairies, savanes et brousses tempérées. 
Divers pesticides, dont les produits à base de glyphosate, comme le Roundup affectent les vers de terre, ainsi que leurs interactions souterraines avec les champignons mycorhiziens (symbiotiques) essentiels pour la santé de la plupart des plantes. Selon[Qui ?] : « Il est concevable que les organismes du sol puissent subir une mortalité importante quand ils sont exposés à de fortes concentrations de glyphosate ». 
Ceci a été démontré dans un écosystème modèle. On a ensuite montré chez Eisenia fetida 'le vers du compost", que si ce vers est alimenté avec des plantes très riches en antioxydants (Ocimum gratissimum et Telfairia occidentalis (en) lors de cette expérimentation), les vers exposés à ce désherbant voient les dommages oxydatifs, la peroxydation lipidique et les cassures à l’ADN augmenter (doublement environ) induits par le glyphosate et/ou son surfactant sont atténués. 
Quand le jardinier ou l'agriculteur (même en agriculture biologique) utilise un traitements dits cupriques, c'est-à-dire contenant du cuivre (bouillie bordelaise, typiquement), il a un effet négatif sur les lombrics.

### Disparition ciblée
Certains pesticides sont conçus pour spécialement tuer les lombrics (par exemple pour les terrains de golf, football, rugby, hockey sur gazon, etc.) ; ce sont les lombricides.

### Pression sur son habitat
- La fragmentation des écosystèmes, par les réseaux modernes de routes et canaux, ainsi qu'en région d'agriculture intensive par les pesticides est également une source de préoccupation. Les lombriducs sont des écoducs dédiés aux lombricidés, qui pourraient contribuer localement à améliorer les échanges à l'avenir.
- les métaux lourds et métalloïdes issus de l'industrie, de séquelles de guerre, d'apport agricoles (cadmium comme contaminant d'engrais par exemple) affectent aussi les lombricidés (qui sont d'ailleurs utilisés comme bioindicateurs pour évaluer ces pollutions dans les sols pollués par des « métalodisrupteurs » ; on peut mesurer leurs taux de polluants et/ou utiliser divers biomarqueurs tissulaires indicateurs d'une exposition aux éléments traces métalliques toxique et écotoxiques. Ils peuvent indiquer la présence d'un polluant profond, mais ils contribuent aussi par leurs voyages horizontaux et verticaux à déplacer ces polluants dans l'écosystème (via les turricules notamment)[104].

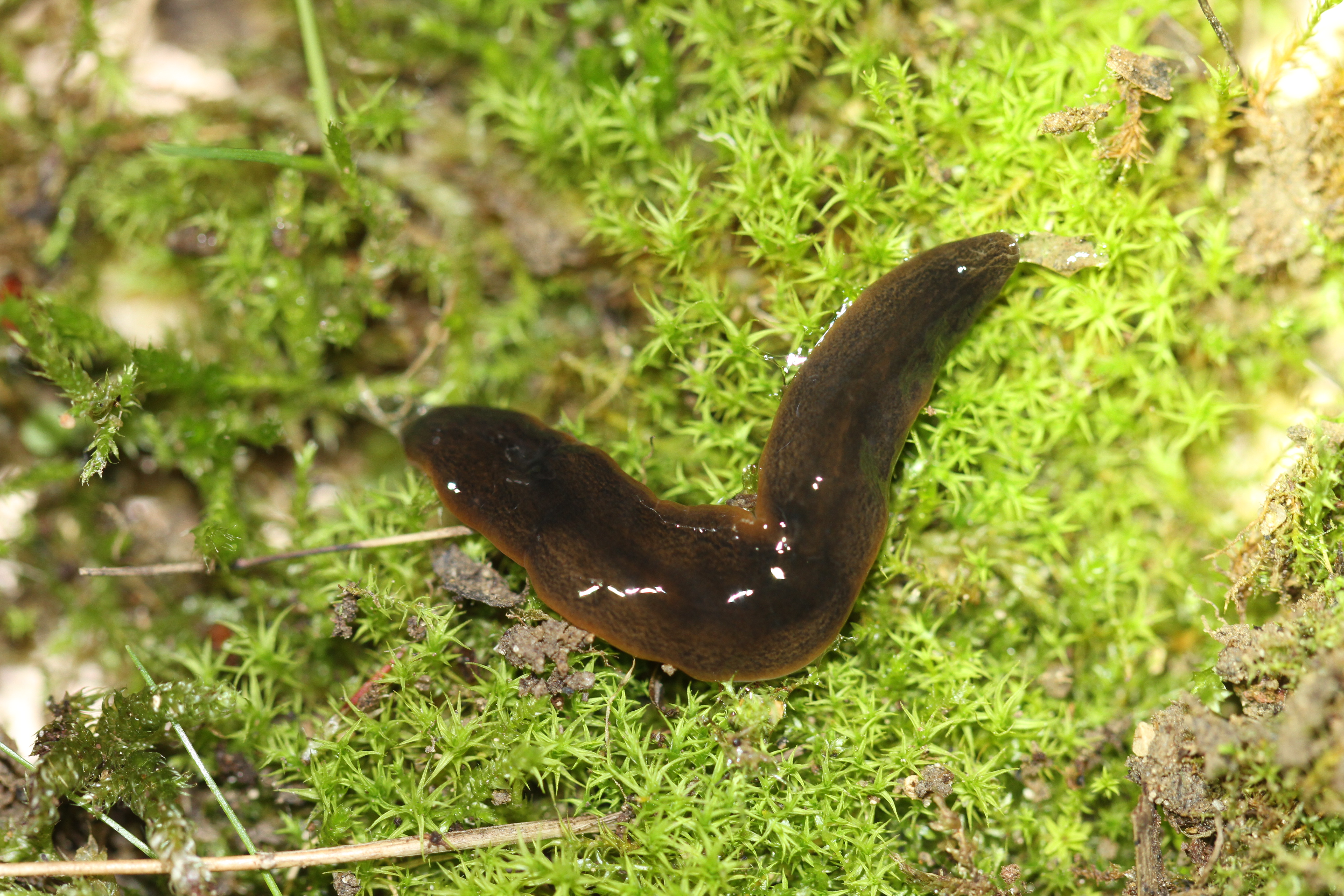
Ver plat (Plathelminthe Geoplanidae) invasif non identifié, trouvé en France (Paris) en 2013, prédateur de vers de terre.

### Menace zoologique
Les vers de terre d'Europe sont aussi menacés par plusieurs espèces de grands vers plats (Plathelminthes, invasifs ou susceptible de le devenir) importées accidentellement de Nouvelle-Zélande, d'Australie et d'Asie du Sud-Est. Une des espèces d'origine néo-zélandaise est Arthurdendyus triangulatus, prédateur presque exclusif de vers de terre, mais jusqu'ici non répertoriée en France. Plusieurs espèces (non identifiées à ce jour), probablement de la famille des Geoplanidae ont été observées en France, dans trois départements (Finistère, Alpes-Maritimes, Corse) selon le Muséum national d'histoire naturelle (MNHN) et l'Inventaire national du patrimoine naturel (INPN) qui ont le 9 juin 2013 lancé un appel à témoin, « dans les quelques pays où des espèces proches ont été récemment détectées, comme en Angleterre, on observe une quasi-disparition de sa proie (les lombrics) », ce qui est source d'importantes pertes agronomiques et de déséquilibres écologiques. À la suite de cet appel, quatre espèces de Plathelminthes invasifs terrestres ont été signalées dans différents départements français, y compris Parakontikia ventrolineata, Bipalium kewense et deux autres espèces dont le nom n'est pas encore connu,,,,,,,.

## Outil technologique

### Écotoxicologie, bioindication
Les vers de terre sont considérés comme des espèces-ingénieurs et de bons biointégrateurs d'un certain nombre de polluants ou contaminants (qu'ils accumulent en partie après les avoir ingérés).

On les considère aussi dans certains cas comme bioindicateurs (dans les sols où ils sont naturellement présents ou devraient l'être). Des lignes directrices ont été émises par l'OCDE pour les essais de produits chimiques « Ver de Terre, Essais de Toxicité Aiguë » permettent de dégager la CL50 des produits testés. Depuis les années 1980, un travail d'étude et de normalisation des protocoles de tests écotoxicologiques est en cours les concernant (dont en matière de toxicité aiguë avec l'OCDE depuis 1984), avec partage d'information lors d'ateliers internationaux d'écotoxicologie du ver de terre pour faire le point sur les savoirs et savoir-faire en la matière et identifier les priorités futures. Les protocoles d'essai (en laboratoire, sur le terrain) ont été améliorés et diversifiés, ce qui a permis d'élargir les utilisations retenues par l'OCDE (1984) la procédure. En outre, on comprend de mieux en mieux certains facteurs qui modifient les effets des produits chimiques dans les écosystèmes et donc sur l'exposition réelle des vers de terre, ainsi que la mécanique de la toxicose et des phénomènes de détoxication chez les vers de terre et d'autres invertébrés (bien que des lacunes de connaissances persistent encore). Les progrès ont été plus lents pour l'établissement de bases de données complètes et partagées (encore indisponibles au début des années 2000).

Radioécologie : Un cas particulier est dans les zones concernées par des pollutions ou retombées radioactives, celui de la bioconcentration de radionucléides par les vers de terre qui peuvent ensuite les remonter en surface (bioturbation,) ou contaminer des animaux friands de vers tels que par exemple la bécasse ou le sanglier,,,.

## Les vers de terres et l'Humain

### Conséquences économiques
En termes de services écosystémiques, l'étude Coûts et bénéfices de la biodiversité en Irlande, les vers de terre rapporteraient 700 millions d'euros chaque année à l'Irlande par leur travail d'enfouissement du fumier de sept millions de bovins. Comme ils participent également au labourage, l'utilité économique des vers pourrait même dépasser le milliard d'euros.
Ajouter des vers de terre dans le sol d'une culture de soja ou de maïs en augmente la production.

### Récolte
La récolte des vers de terre dans le sol peut s'effectuer suivant plusieurs procédés : bêcher pour réaliser une coupe de sol ; enfoncer une fourche dans le sol, après une pluie ; frapper doucement le manche ou piétiner le sol afin de le faire vibrer ; arroser du sol par une solution diluée d'essence de moutarde irritante. Cette chasse aux vers de terre a pour but la récolte d'appâts pour la pêche, l'activité pédagogique ou l'étude scientifique. Elle donne parfois lieu à des fêtes folkloriques.

### Usages
Selon Charles Darwin qui qualifie les vers de terre de « premiers laboureurs du sol », certains lombrics étaient utilisés dans l'alimentation en Inde ou pour la préparation de médicaments.
Plusieurs espèces de lombrics sont élevées en lombriculture et vendues pour la production de compost, ou pour la pêche. Les vers du fumier sont utilisés pour produire du lombricompost. Leur usage est possible en appartement, car ces vers dévorent presque immédiatement toutes les fractions de déchets en voie de décomposition. Les bactéries de la décomposition aérobie (celles du compost) sécrètent des enzymes qui dépolymérisent (hydrolysent) les protéines et polysaccharides des plantes et des restes animaux, elles servent de nourriture aux vers qui les dévorent et transforment ces aliments ramollis en une masse noire inodore qui est un concentré de carbone et d'azote pour amender le sol du jardin ou de jardinières.
Des vers sont aussi testés pour épurer les lisiers agricoles, ainsi que des eaux usées (sur support de culture aspergé) au Chili et depuis 2004 dans le village de Combaillaux : l'une des cuves de la station d’épuration est un lit bactérien et l'autre est un lombrifiltre composé d'un tapis d’écorces de pin posées sur un lit de copeaux de bois et de graviers (où se développe Eisenia andrei à raison de 25 000 vers/m2) ; périodiquement arrosé d'eau usée. Les galeries des vers servent d'habitats aux bactéries qui contribuent à épurer l'eau ; selon le CNRS cette méthode « nécessite peu d’espace, permet une économie de 20 à 30 % par rapport au coût et l’entretien d'une station classique, ne consomme que très peu d'énergie et produit peu de nuisances olfactives et sonores. ». Cette forme d'épuration implique toutefois une eau indemne de produits toxiques pour les vers (métaux lourds, forte charge en certains pesticides ou biocides…).

## Principaux spécialistes

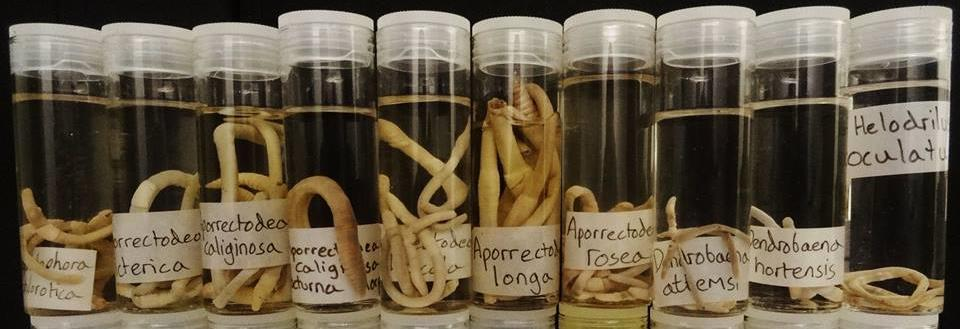
Collection scientifique de vers de terre.

- Clive A Edwards
- Daniel Cluzeau
- Rob Blakemore
- Marcel B. Bouché
- Luigi Cognetti de Martiis
- Csaba Csuzdi
- Samuel James
- Barrie G.M. Jamieson
- Patrick Lavelle
- Wilhelm Michaelsen
- Narcis MRSIC[127][réf. non conforme]
- Pietro Omodeo
- Guénola Pérès[128]
- Gilberto Righi
- Gordon E. Gates
- John W. Reynolds[129][réf. non conforme]
- Daniele Rosa
- Reginald Sims (de)
- John Stephenson
- András Zicsi

- Alex Feijoo
- George Brown
- Thibaud Decaëns

## Liste des familles
Selon NCBI (4 avr. 2011) :
- famille des Acanthodrilidae (en)
- famille des Aeolosomatidae (en)
- famille des Almidae (en)
- famille des Eudrilidae (en)
- famille des Glossoscolecidae
- famille des Hormogastridae (en)
- famille des Lumbricidae
- famille des Megascolecidae
  - unclassified Megascolecidae
- famille des Microchaetidae
- famille des Ocnerodrilidae (en)
- famille des Octochaetidae (en)

Selon World Register of Marine Species (4 avr. 2011) :
- famille des Lumbricidae

Selon ITIS (4 avr. 2011) :
- famille des Alluroididae (en)
- famille des Eudrilidae (en)
- famille des Glossoscolecidae
- famille des Lumbricidae
- famille des Megascolecidae